# Wilfried Körtzinger

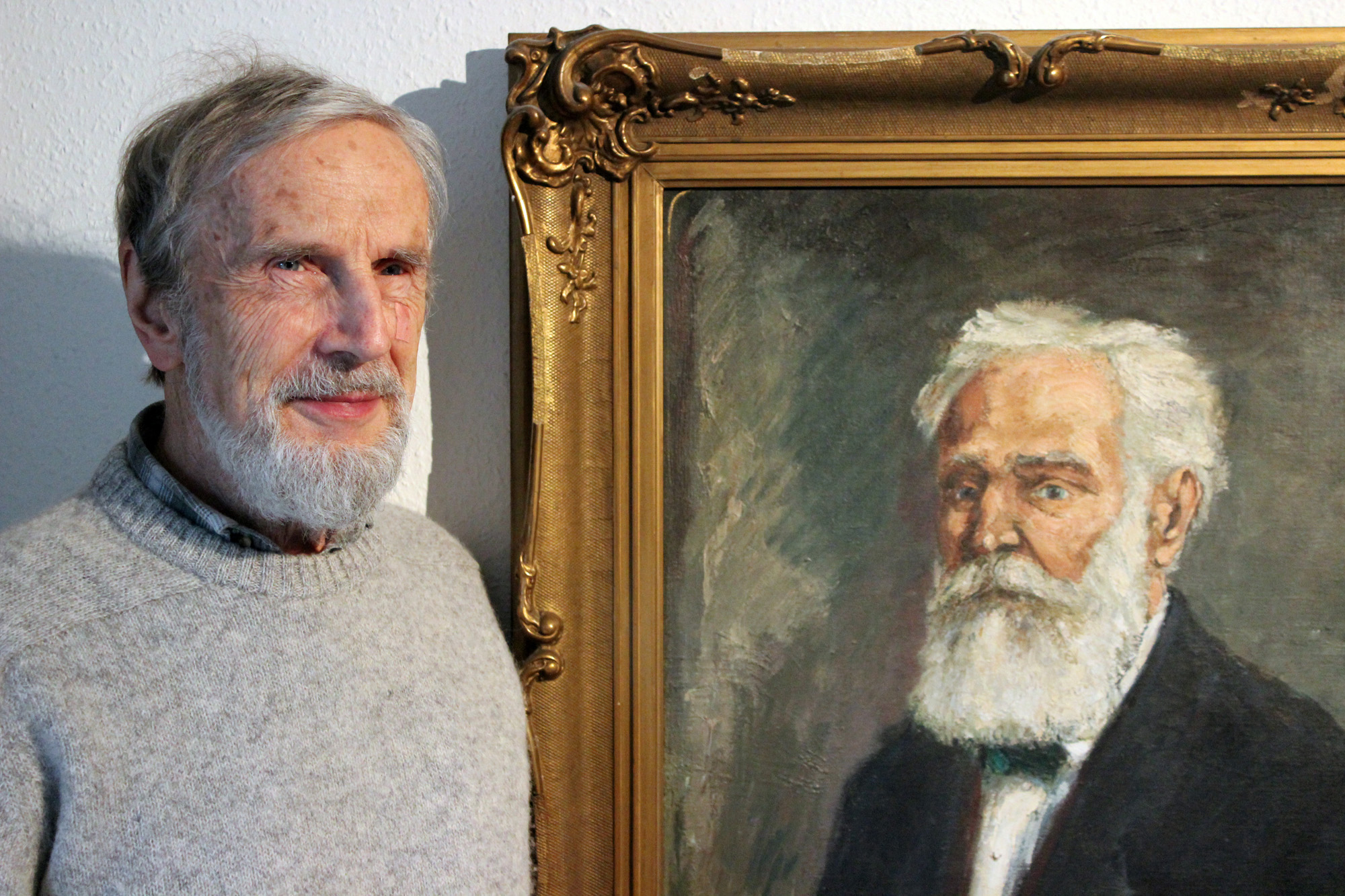
Wilfried Körtzinger vor dem Porträt seines Großvaters Hugo Anton Körtzinger (Gemälde von Hugo Körtzinger)

Wilfried Körtzinger (* 24. Juni 1933 in Brake (Unterweser); † 17. Juli 2022 in Kiel) war ein deutscher Künstler, Architekt und Kunstpädagoge. Er ist der Neffe des Bildhauers, Malers, Schriftstellers und Orgelspielers Hugo Körtzinger und Vater des Meereschemikers Arne Körtzinger und der Ökotrophologin Inga Asbeck geb. Körtzinger.

## Kindheit, Jugend und Ausbildung
Wilfried Körtzinger verbrachte seine ersten Lebensjahre in Oberhammelwarden an der Unterweser, bevor er 1939 mit seiner Mutter nach Burglesum/Bremen zog. Er absolvierte zunächst eine Handwerkslehre als Modelltischler in Bremen. Nach der Gesellenprüfung und dem Besuch der Abendoberschule studierte er von 1954 bis 1959 Malerei bei Gustav-Adolf Schreiber und Karl Gustav Weinert sowie Architektur bei Kurt Schulze und Helmut Reischel an der Staatlichen Kunstschule Bremen. Nach dem Examen wechselte er an die Hochschule für bildende Künste Hamburg, wo er im Bereich Kunst auf Lehrer wie Berto Lardera (Metallplastik), Max Bense (Ästhetik), Otto Lindig (Keramik) und Otto Stelzer (Kunstgeschichte) und im Bereich Architektur auf Werner Hebebrand (Stadtplanung) sowie Godber Nissen, Fritz Trautwein und Werner Kallmorgen (Architektur) traf.

## Berufliche Laufbahn
Ab 1961 arbeitete Körtzinger als Hochbauarchitekt und Stadtplaner bei Bremer Architekten, später als freier Mitarbeiter am Bremer Institut für Stadt- und Raumplanung. Aus dieser Zeit stammen Entwurfsbearbeitungen für Büro- und Wohnbauten, Schulen und Hochgaragen sowie Mobilbauten für die Montanunion. Im Jahr 1967 gab er den Architekturberuf aufgrund mangelnder Überstimmung der ihm abgeforderten Einstellung mit seinen Vorstellungen einer nachhaltigen und menschenwürdigen Architektur auf. Er trat ab 1967 in den niedersächsischen Schuldienst und arbeitete bis zu seiner Pensionierung 1996 als Kunsterzieher und Werklehrer am Clemens-August-Gymnasium Cloppenburg. Von 1973 bis 1999 übernahm Körtzinger Lehraufträge an niedersächsischen Hochschulen und Fachhochschulen in den Fachbereichen Kunst- und Werkpädagogik sowie Fotografie. Nebenbei war er kontinuierlich als freiberuflicher Graphiker tätig und gestaltete eine Vielzahl von Logos, Briefköpfen, Broschüren, Plakaten etc. Körtzinger lebte von 1967 bis 2021 in Cloppenburg/Niedersachsen und zog anschließend mit seiner Frau Karin nach Kiel.

## Künstlerisches Werk

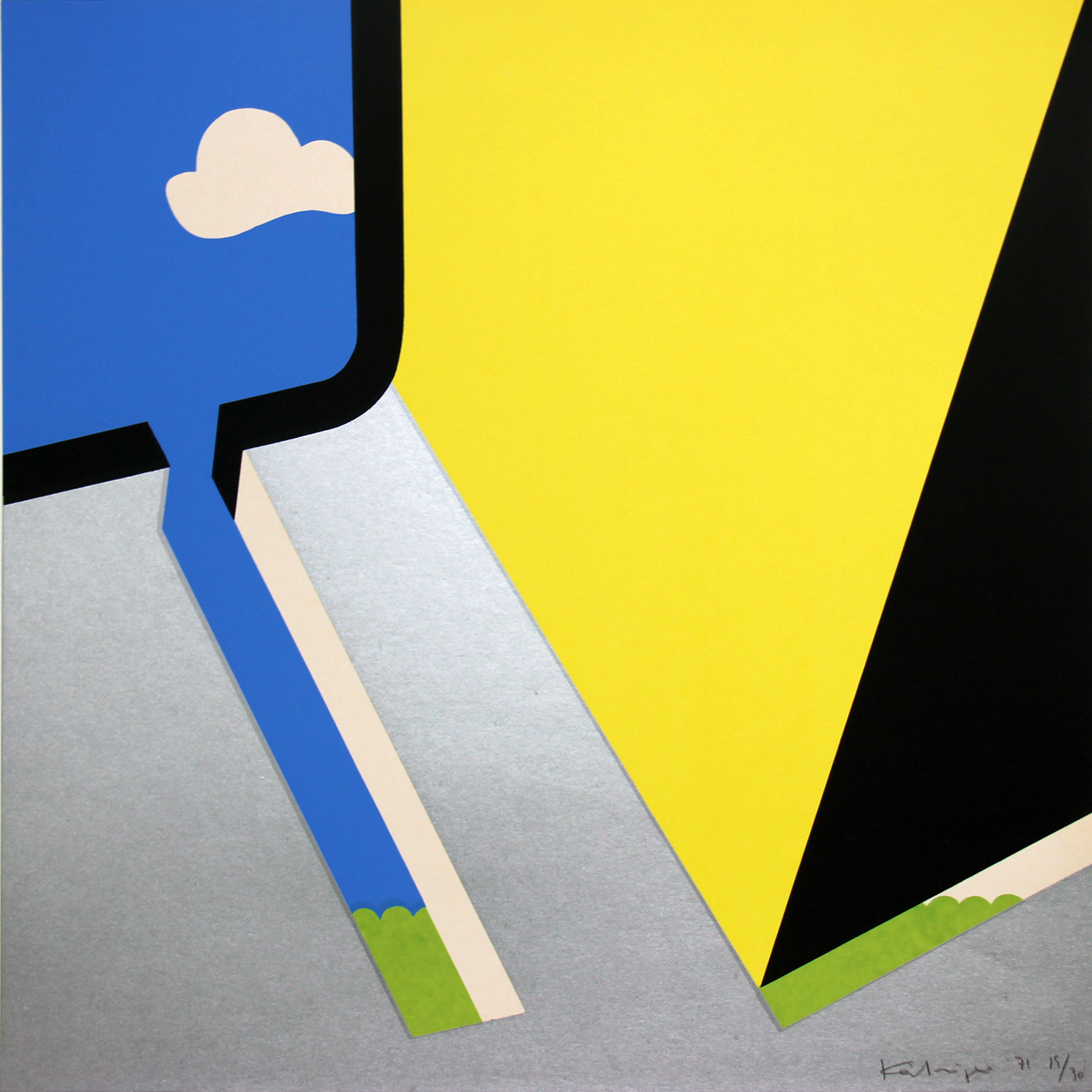
Architektur mit Schlitzen, Siebdruck (5 Farben), 1971

Frühe Arbeiten Körtzingers sind noch stark von seinen akademischen Lehrmeistern beeinflusst und stehen dem Informel nahe. Der ab Ende der 1960er Jahre begonnene Aufbau einer Druckwerkstatt in seinem Wohnhaus in Cloppenburg führt zunächst zu abstrakten, dem Spiel mit Form und Farbe gewidmeten und mitunter Elemente der Pop Art aufgreifenden Siebdrucken.
Erst danach findet der Künstler in der Auseinandersetzung mit der in seinen Augen inhumanen und umweltzerstörenden Stadt- und Landschaftsplanung seiner Zeit sein erstes großes künstlerisches Thema. Er bekennt sich als „Landschaftsmaler“ zum Realismus, wobei es nicht sein Ziel ist, Abbilder der Realität zu schaffen, sondern Sinnbilder der ihn umgebenden Wirklichkeit. Körtzinger verfolgt das Thema Mensch und Umwelt für die nächsten drei Jahrzehnte und entwickelt dabei einen eigenen Stil, der bewusst ästhetische Farben und Formen in den Kontrast zu den ernsten, mitunter deprimierenden Inhalten setzt. Auch das Mittel der Ironie wird dabei gezielt eingesetzt. Dazu dienen auch die Bildtitel, für die Körtzinger wiederholt Aphorismen von Stanisław Jerzy Lec verwendet.
Körtzinger erweitert die Werkgruppe Grafik um die Drucktechniken Radierung, Lithografie und Zeichnung (Kohle, Pastellkreide, Blei-/Buntstift, Tusche). Außerdem kommt die Werkgruppe Malerei (Öl, Aquarell) wieder hinzu. Er steigert die handwerkliche Qualität seiner Siebdrucke von anfänglich relativ einfachen Drucken mit wenigen Farben zu komplexen Mehrfarbdrucken mit weit über 20 Druckgängen und Irisdruck-Effekten und setzt dabei auf fotomechanische Siebdruckschablonen. Dabei handelt es sich zunächst um einfache Schneidschablonen, die später aber durch Fotoschablonen ersetzt werden, welche durch Tontrennung und malerische Verfahren verfremdet werden. Zu diesem Zweck wird die häusliche Druckwerkstatt um eine Fotowerkstatt erweitert.
Die Analogfotografie entwickelt sich in Körtzingers zweitem großen künstlerischen Thema zu einer eigenständigen Werkgruppe. In einer Kombination von klassischem Akt und Körperbemalung entstehen seine „Körperlandschaften“. Großformatige gemalte Hintergründe und die damit korrespondierende Körperbemalung verbinden sich dabei zu einer neuen Bildwirklichkeit. Bei der handwerklichen Erstellung der großformatigen Farbabzüge im eigenen Fotolabor kommen zusätzlich Filtertechniken zum Einsatz.

## Werke
Im Folgenden findet sich eine Auswahl von Werken aus den verschiedenen Werkgruppen und den Jahren 1970–2000.

Galerie
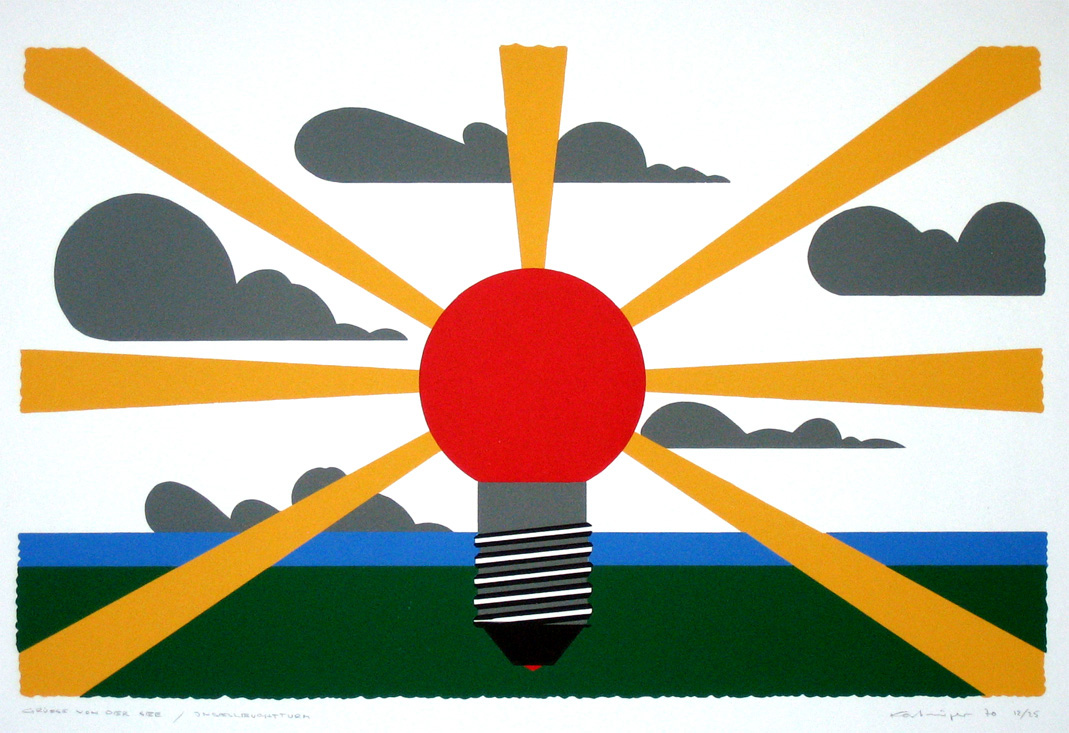
Grüße von der See/Inselleuchtturm, Siebdruck (6 Farben), 1970
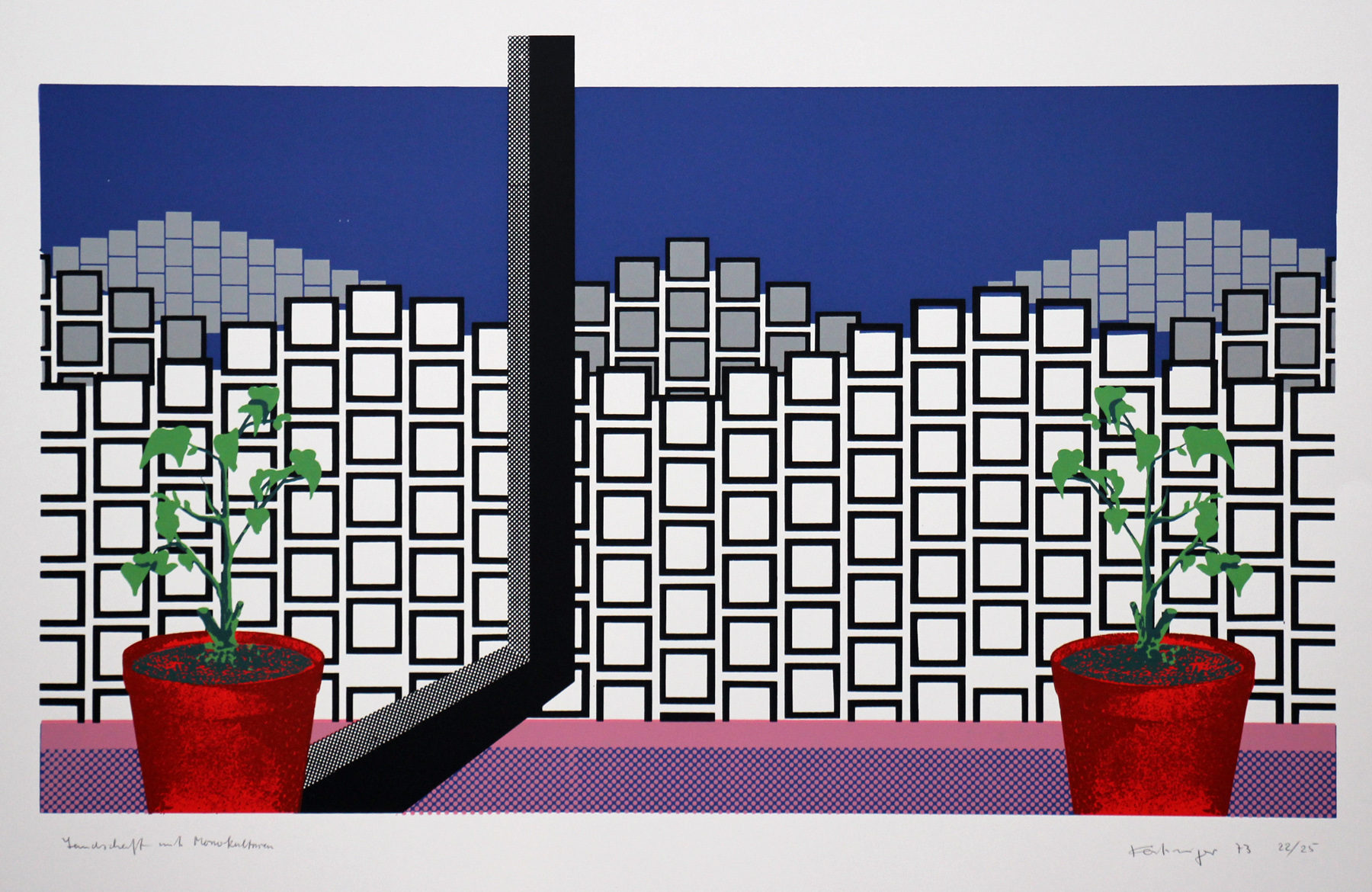
Landschaft mit Monokulturen, Siebdruck, 1973
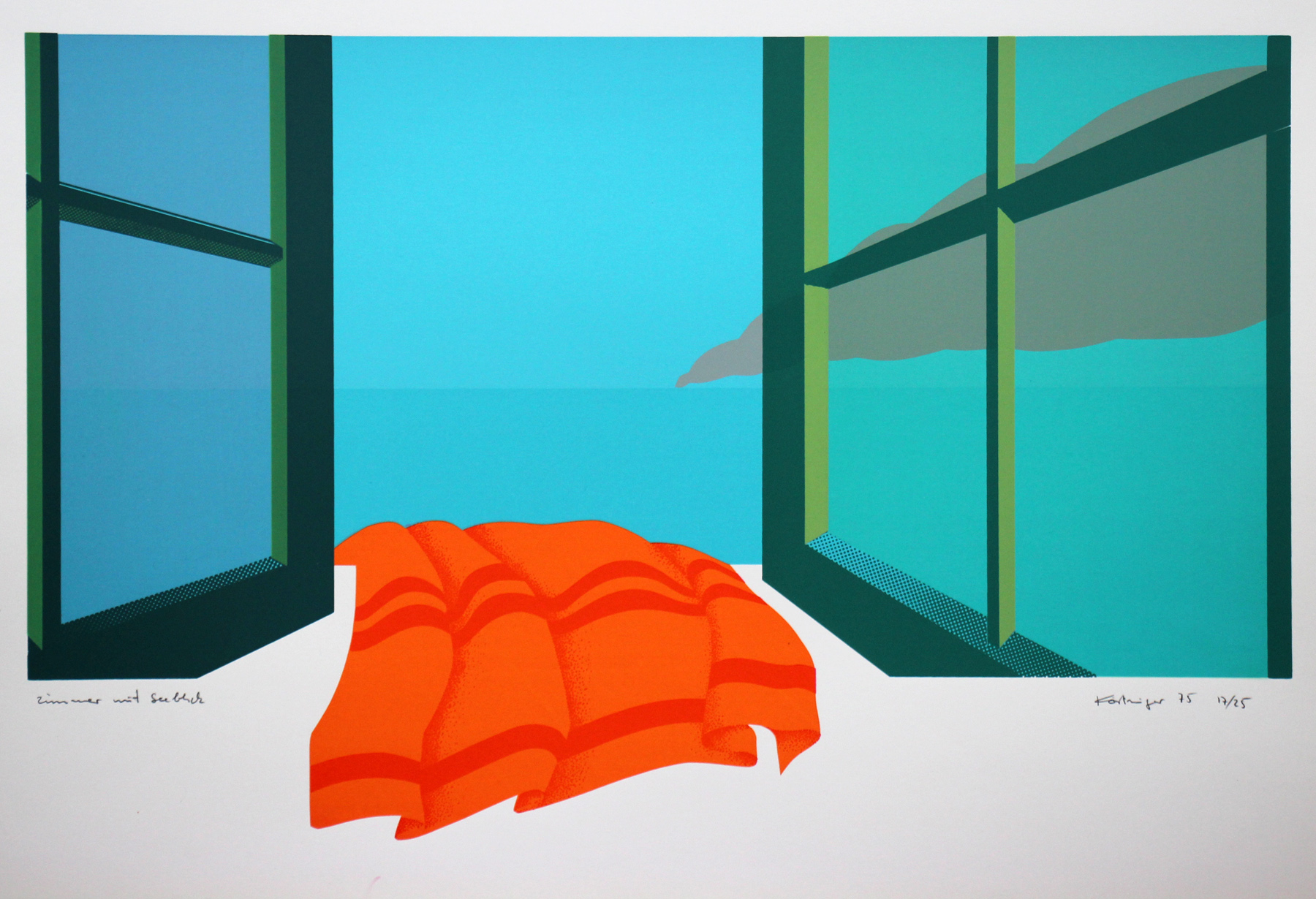
Zimmer mit Seeblick, Siebdruck, 1975
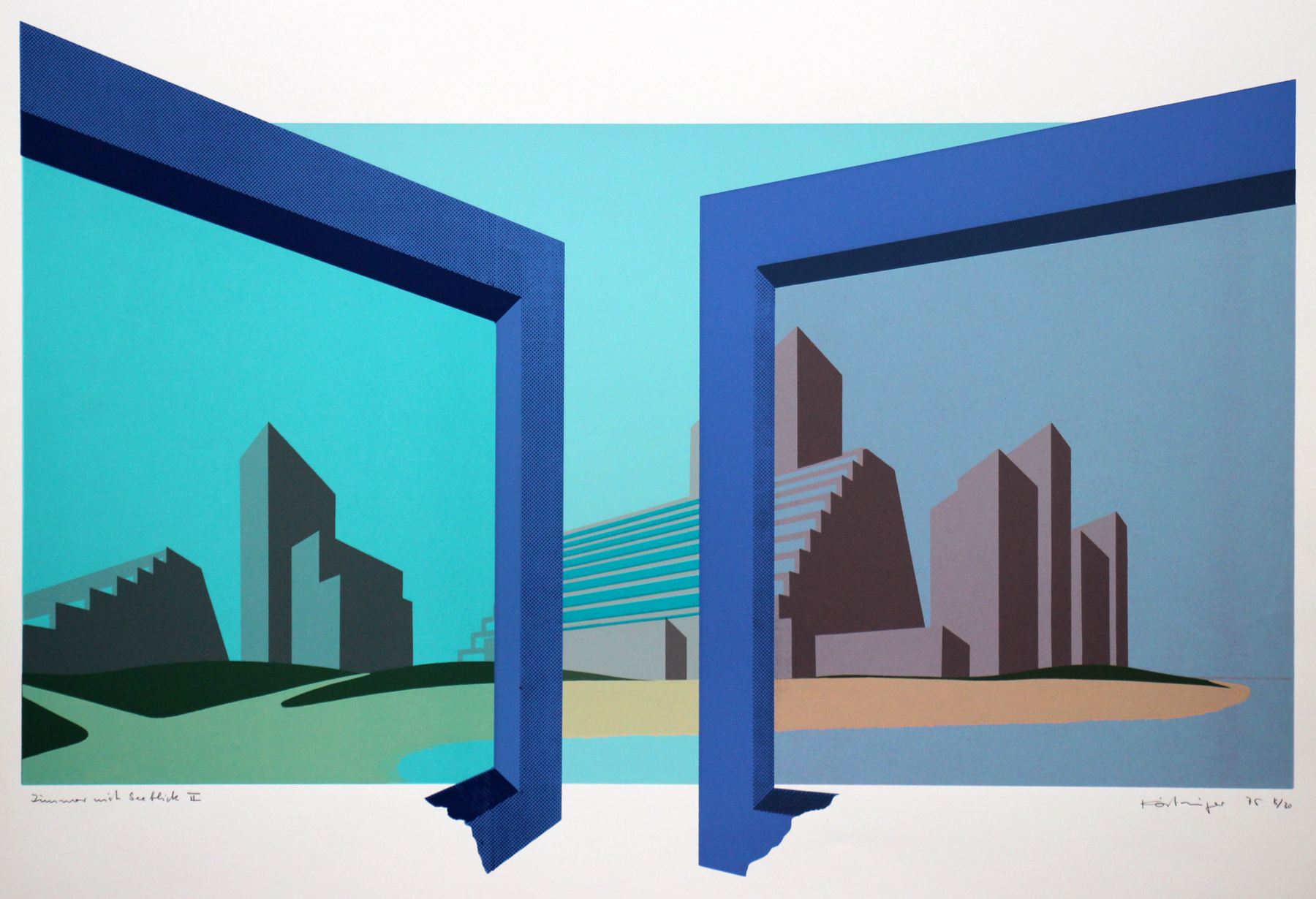
Zimmer mit Seeblick II, Siebdruck, 1975
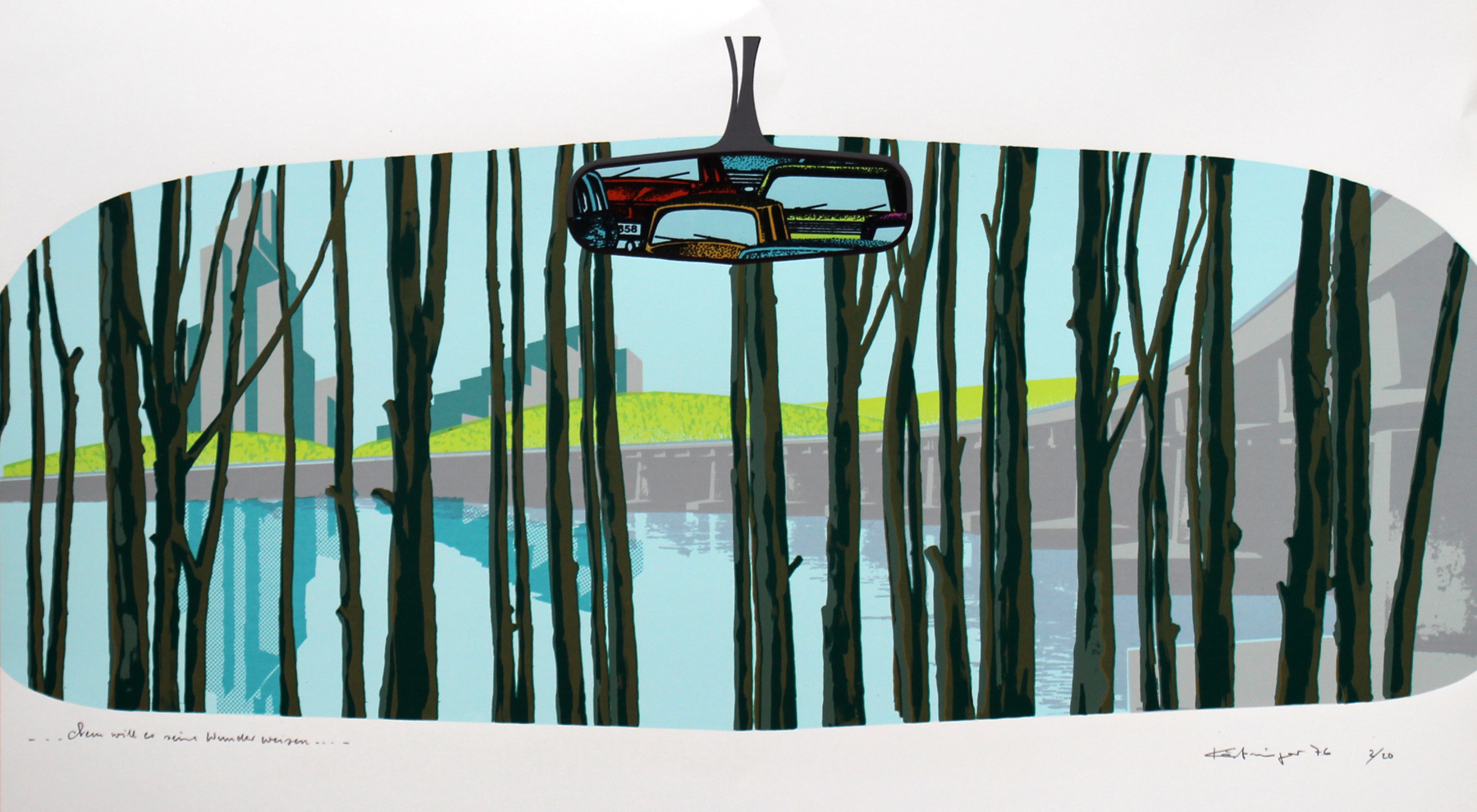
…dem will er seine Wunder weisen…, Siebdruck, 1976
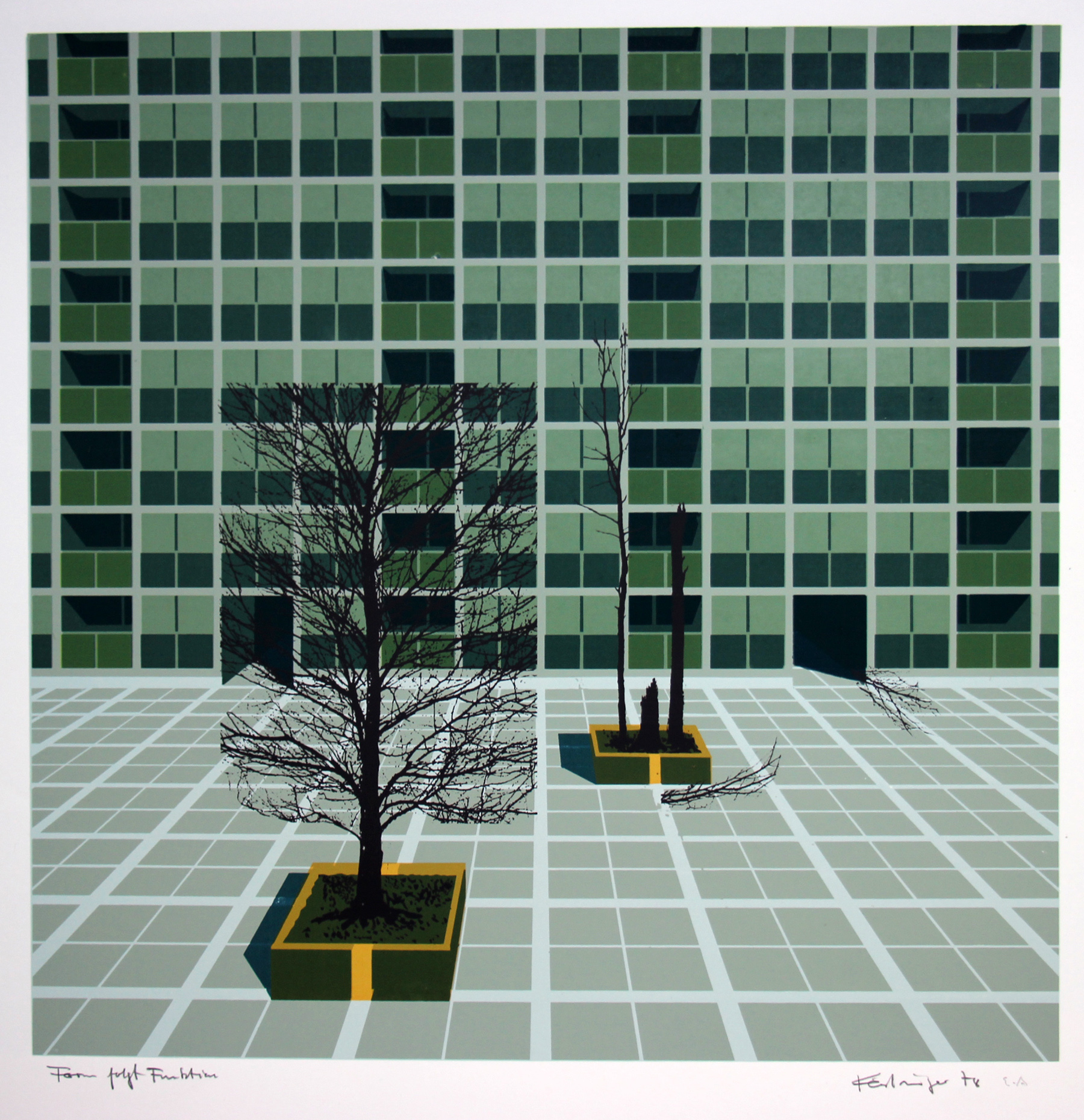
Form folgt Funktion, Siebdruck, 1978
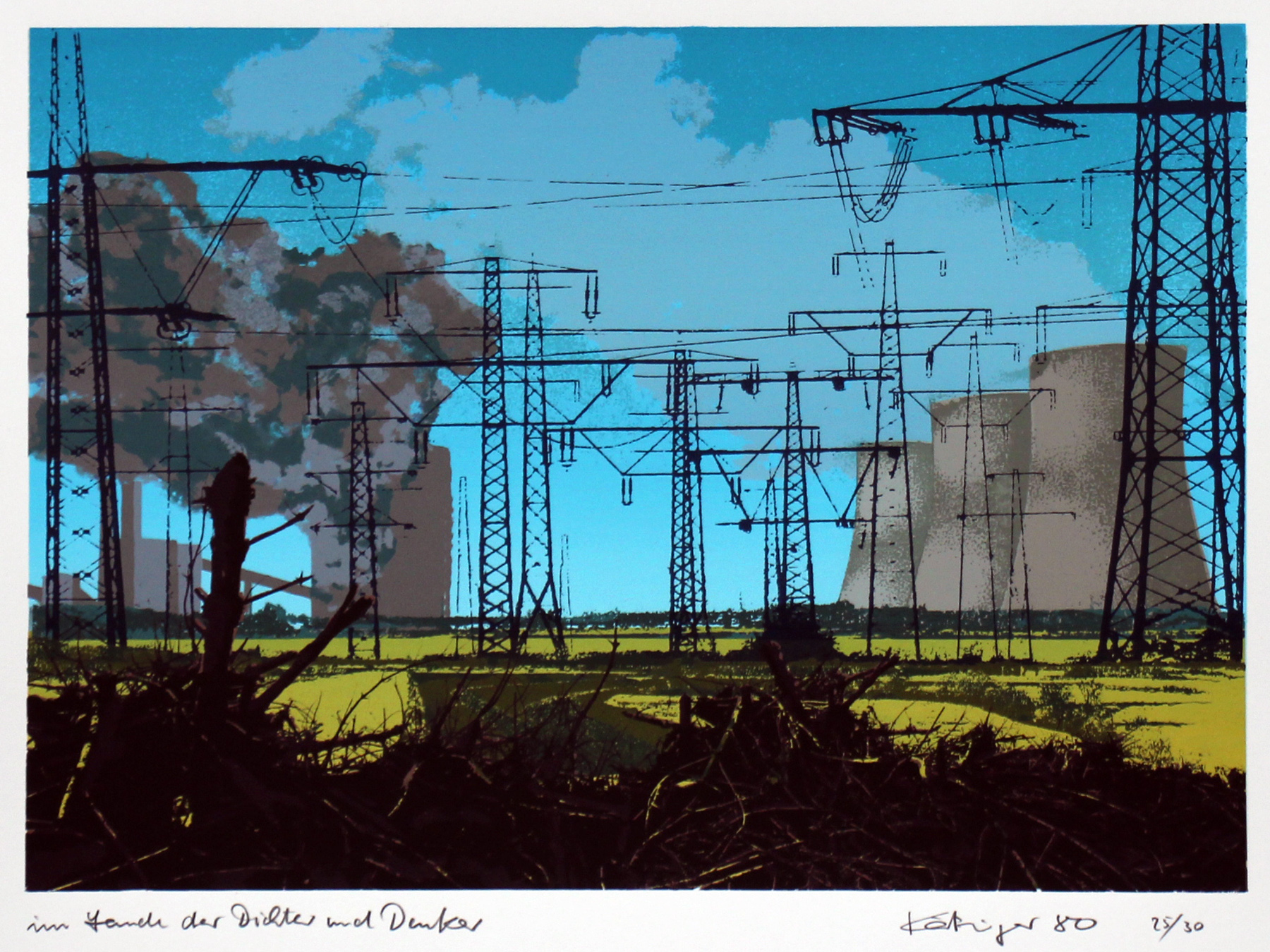
im Lande der Dichter und Denker, Siebdruck, 1980
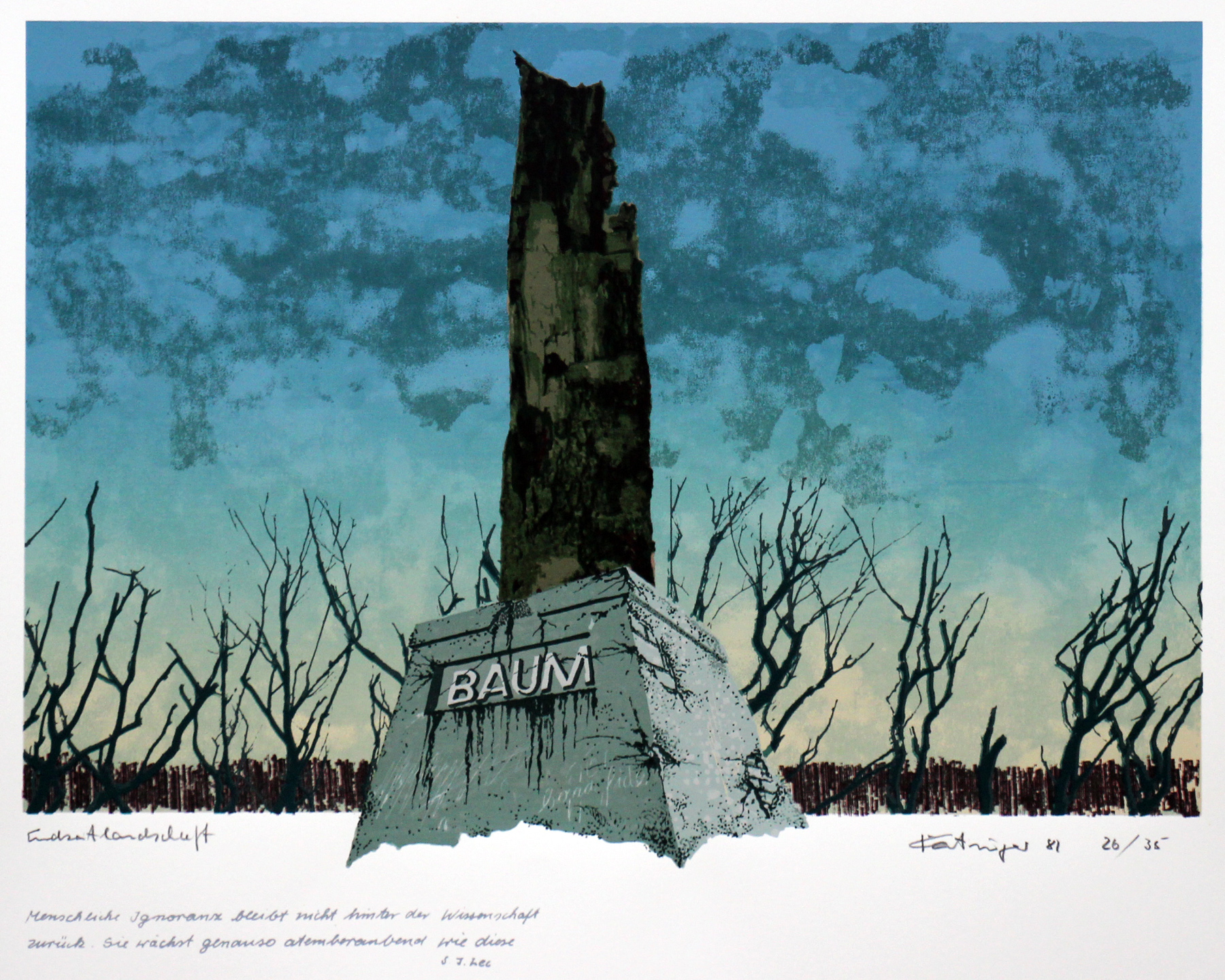
Endzeitlandschaft, Siebdruck, 1981 (mit Zitat von S.J. Lec: Menschliche Ignoranz bleibt nicht hinter der Wissenschaft zurück. Sie wächst genauso atemberaubend wie diese)
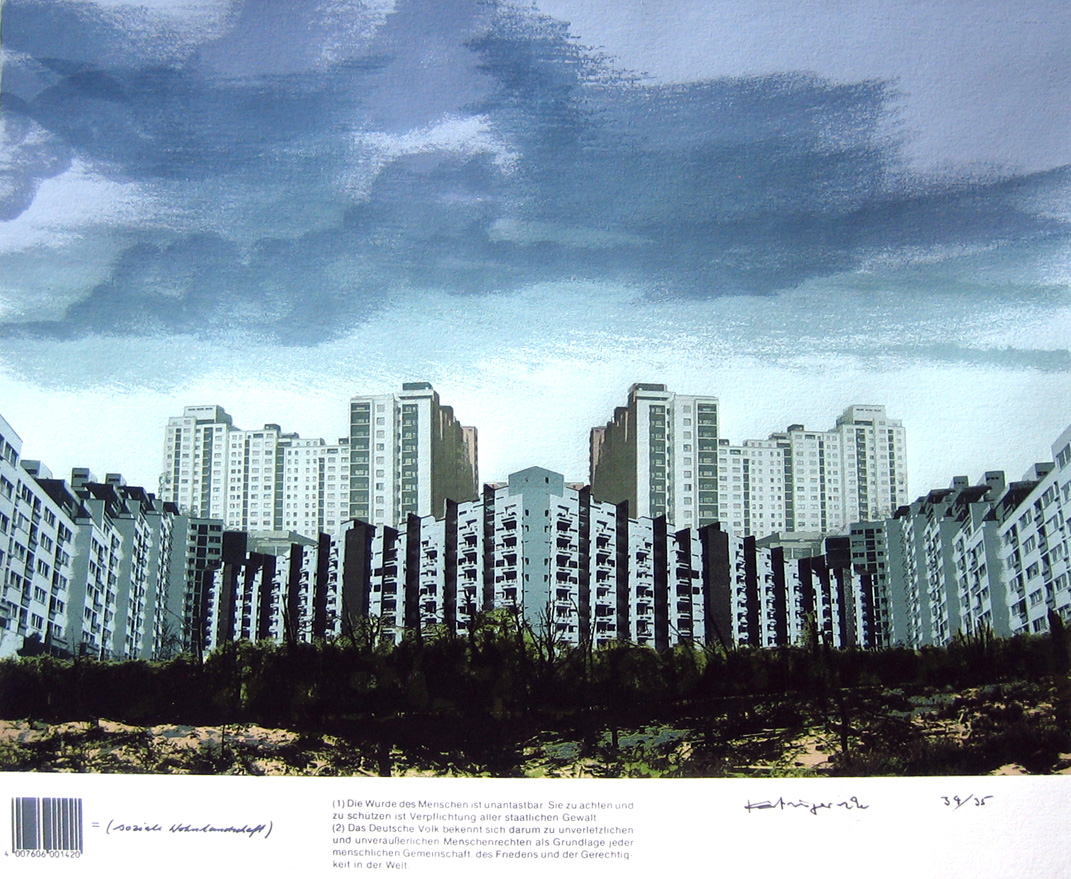
soziale Wohnlandschaft, Siebdruck (20 Farben), 1983
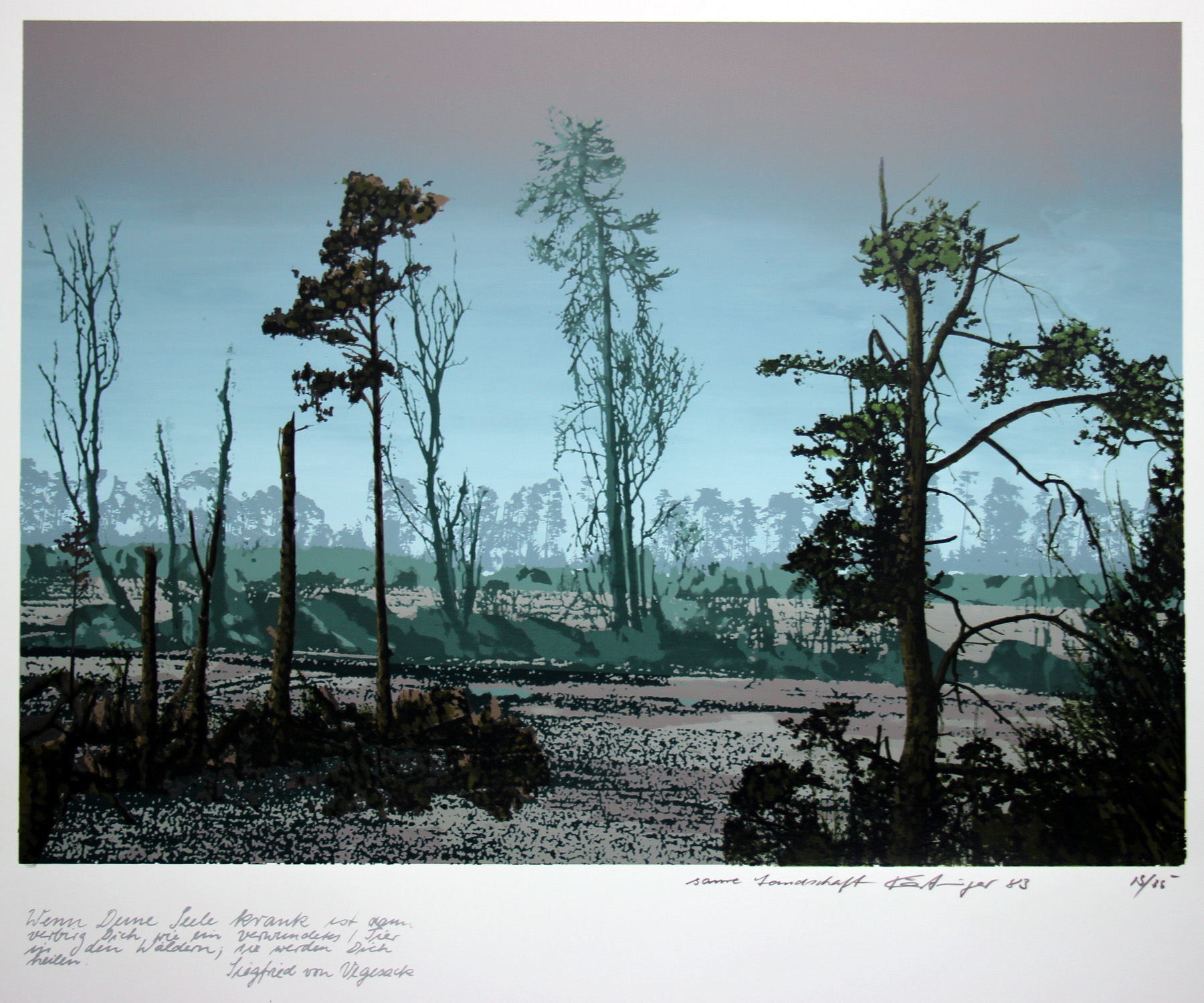
saure Landschaft, Siebdruck (19 Farben), 1983 (mit Zitat von Siegfried von Vegesack: Wenn deine Seele krank ist, dann verbirg dich wie ein verwundetes Tier in den Wäldern, sie werden Dich heilen)
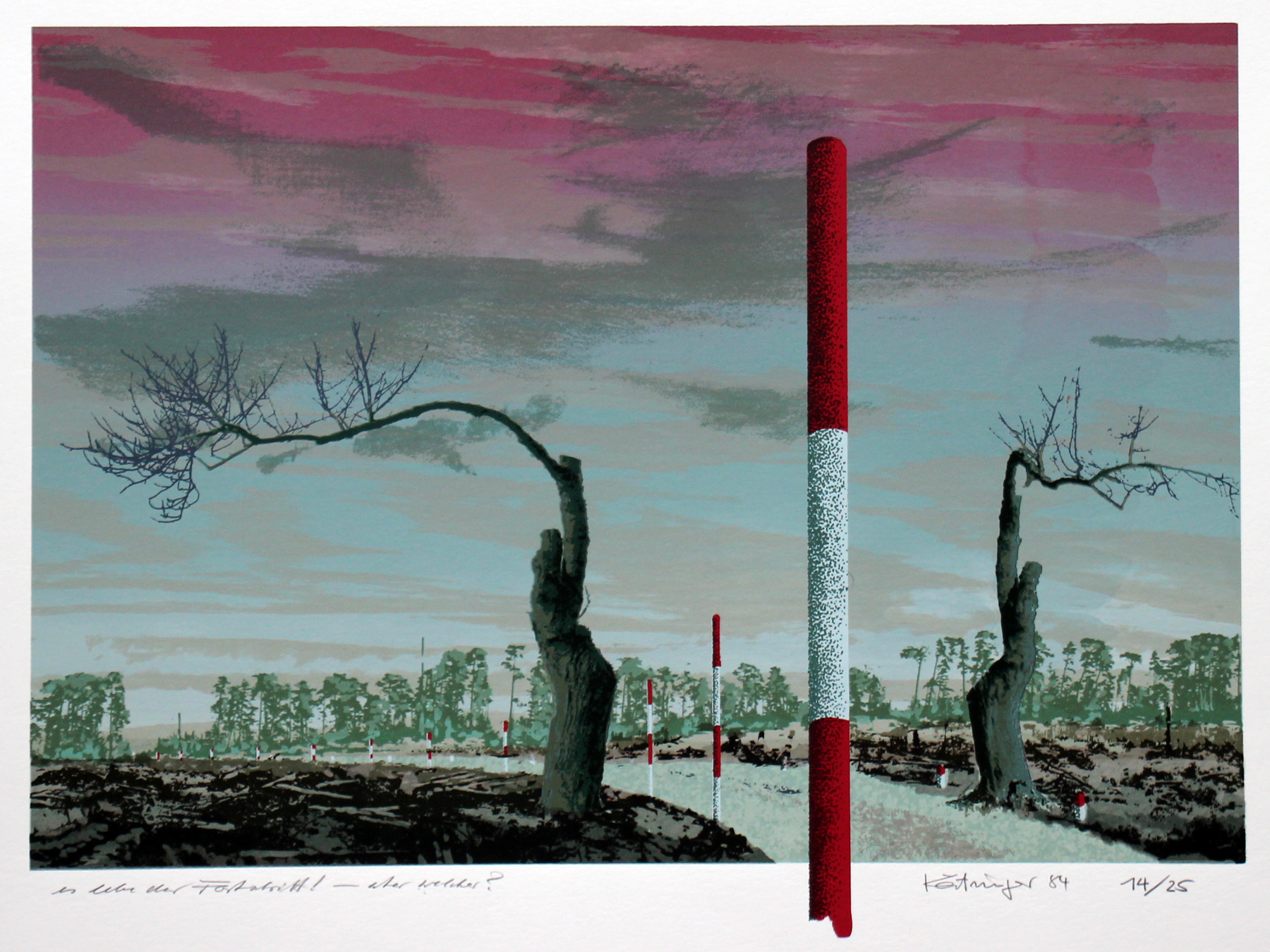
es lebe der Fortschritt! - aber welcher?, Siebdruck (26 Farben), 1984
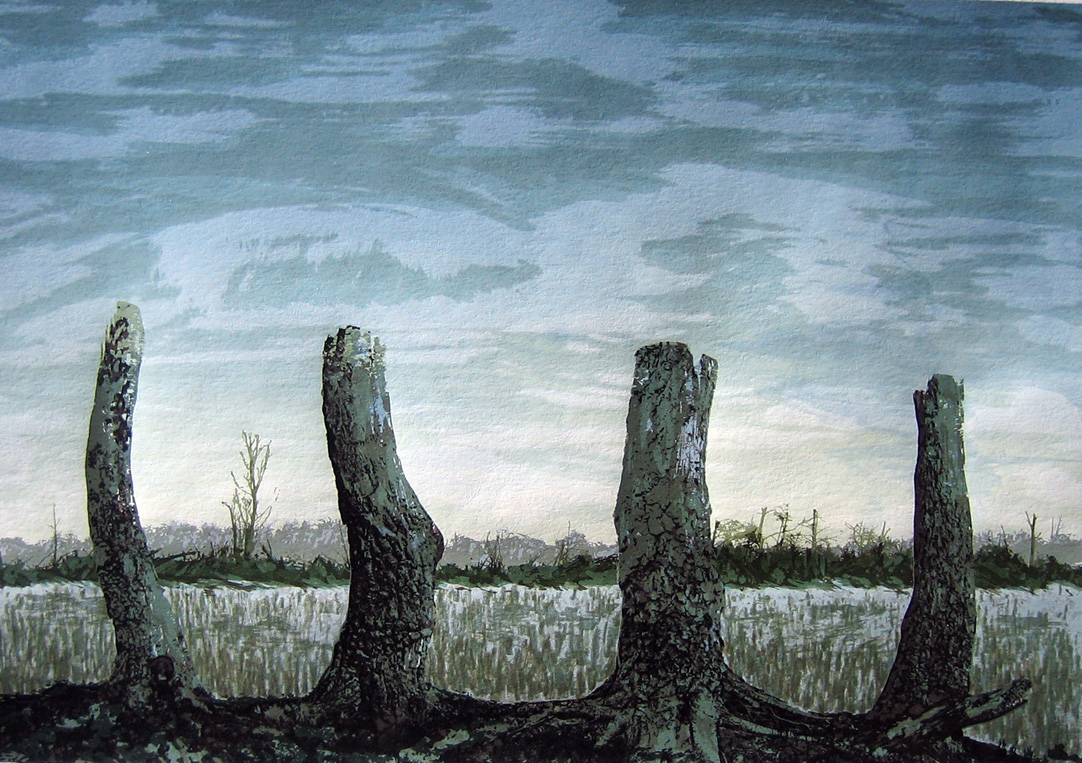
krepierte Landschaft, Siebdruck (22 Farben), 1984
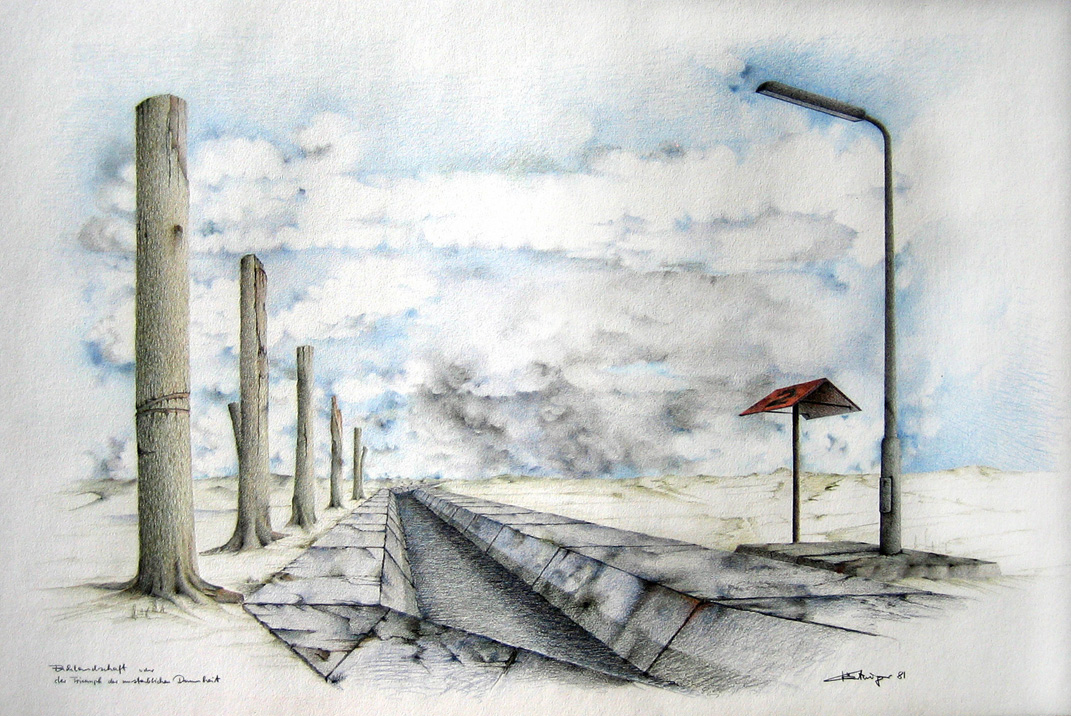
Bachlandschaft, oder der Triumph der unsterblichen Dummheit, Bleistift-/Buntstiftzeichnung, 1981
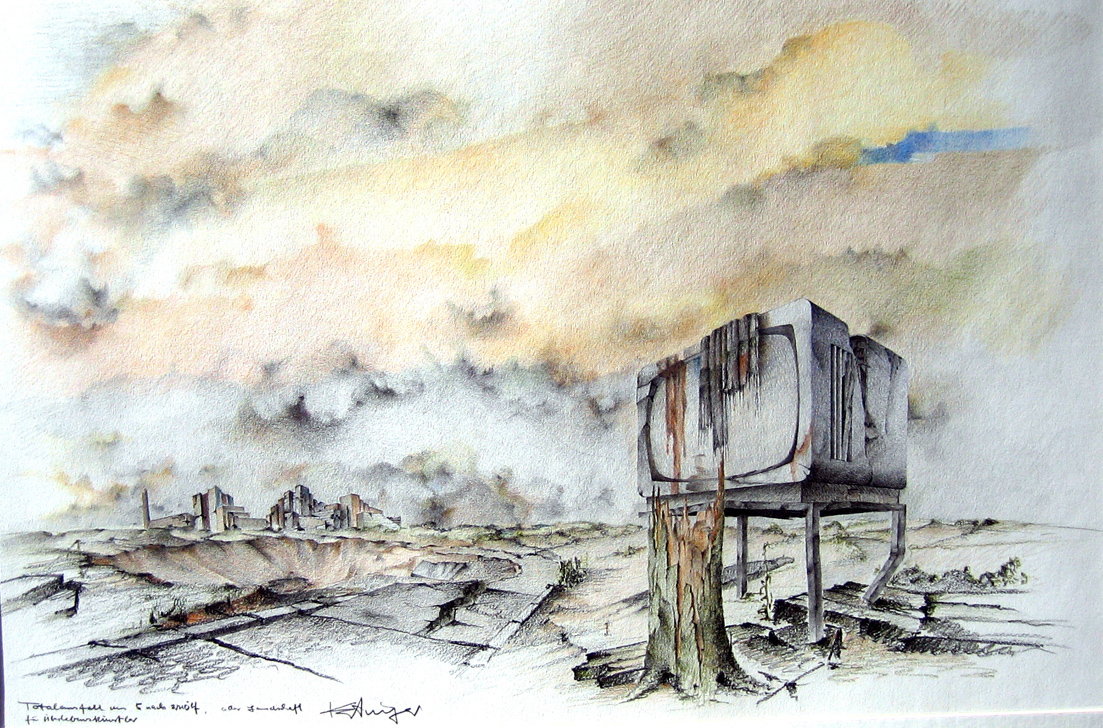
Totalausfall um 5 nach 12, oder Landschaft für Überlebenskünstler, Bleistift-/Buntstiftzeichnung, 1982
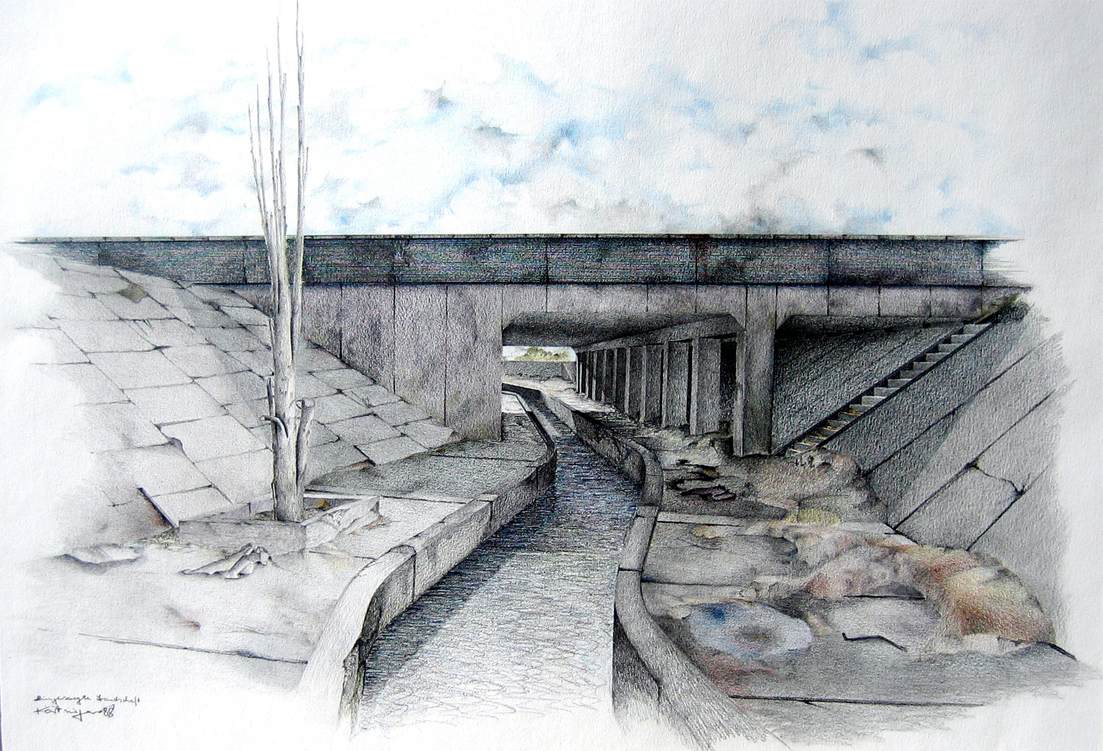
Eingesargte Landschaft, Bleistift-/Buntstiftzeichnung, 1988
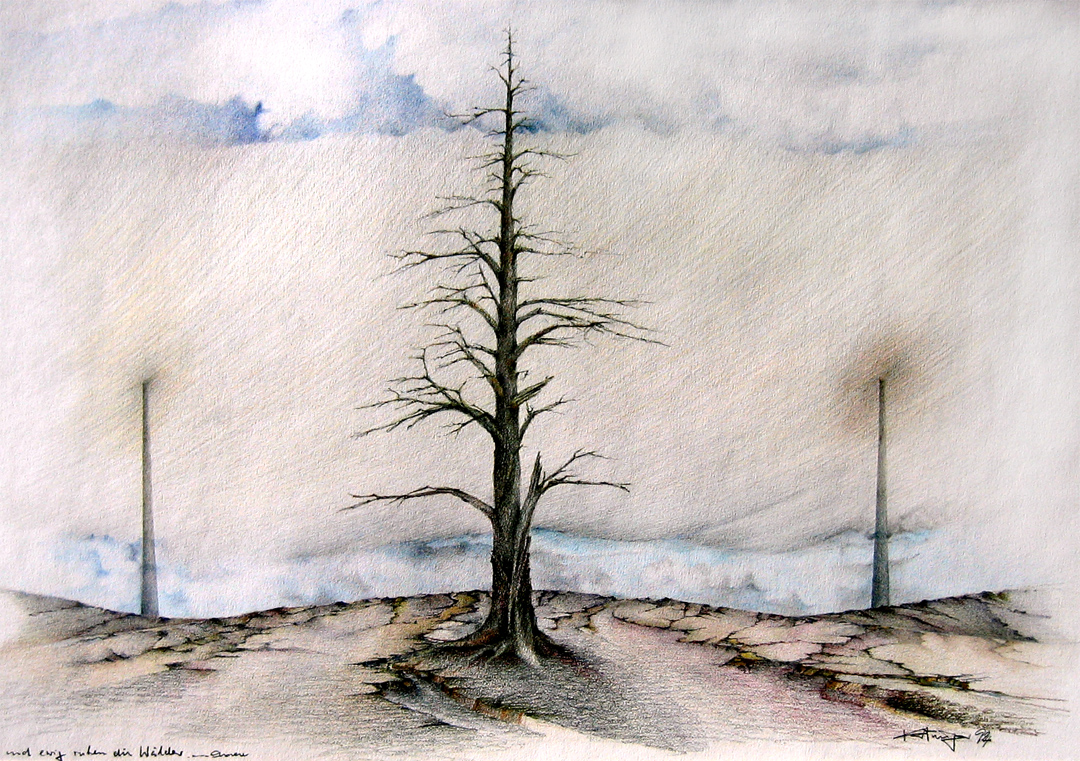
und ewig ruhen die Wälder, Bleistift-/Buntstiftzeichnung, 1994
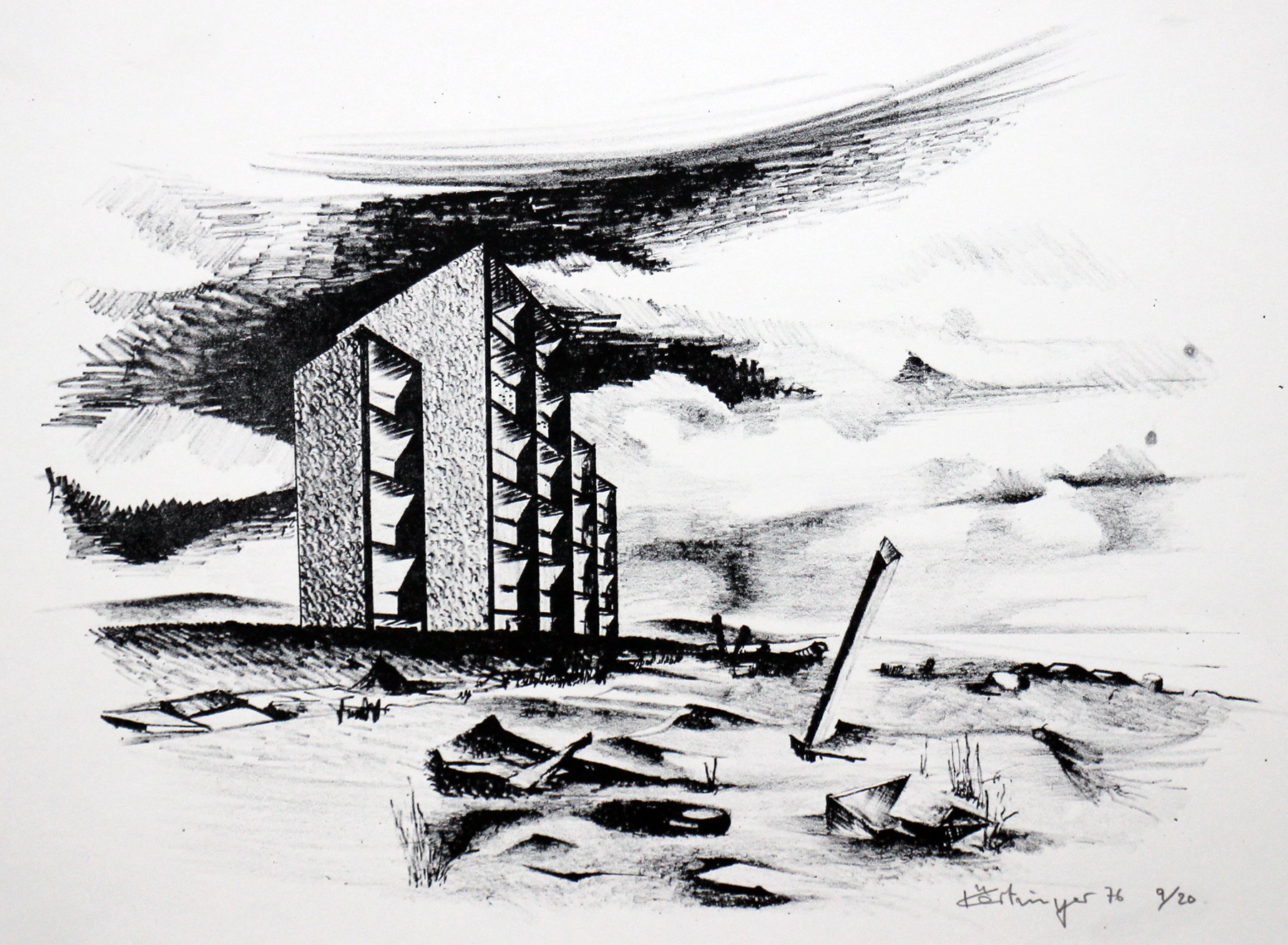
ohne Titel, Zink-Lithographie, 1976
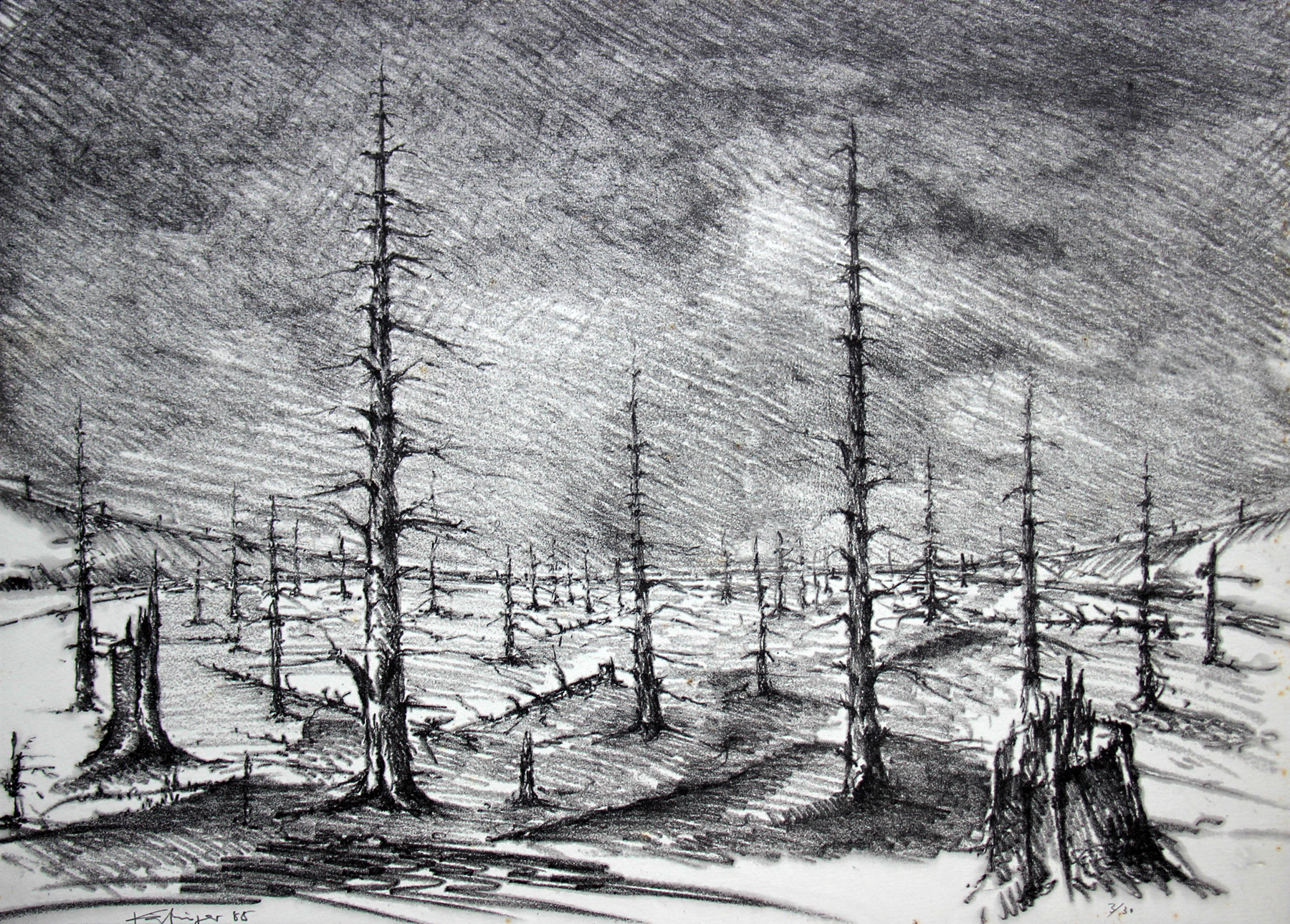
ohne Titel, Zink-Lithographie, 1985
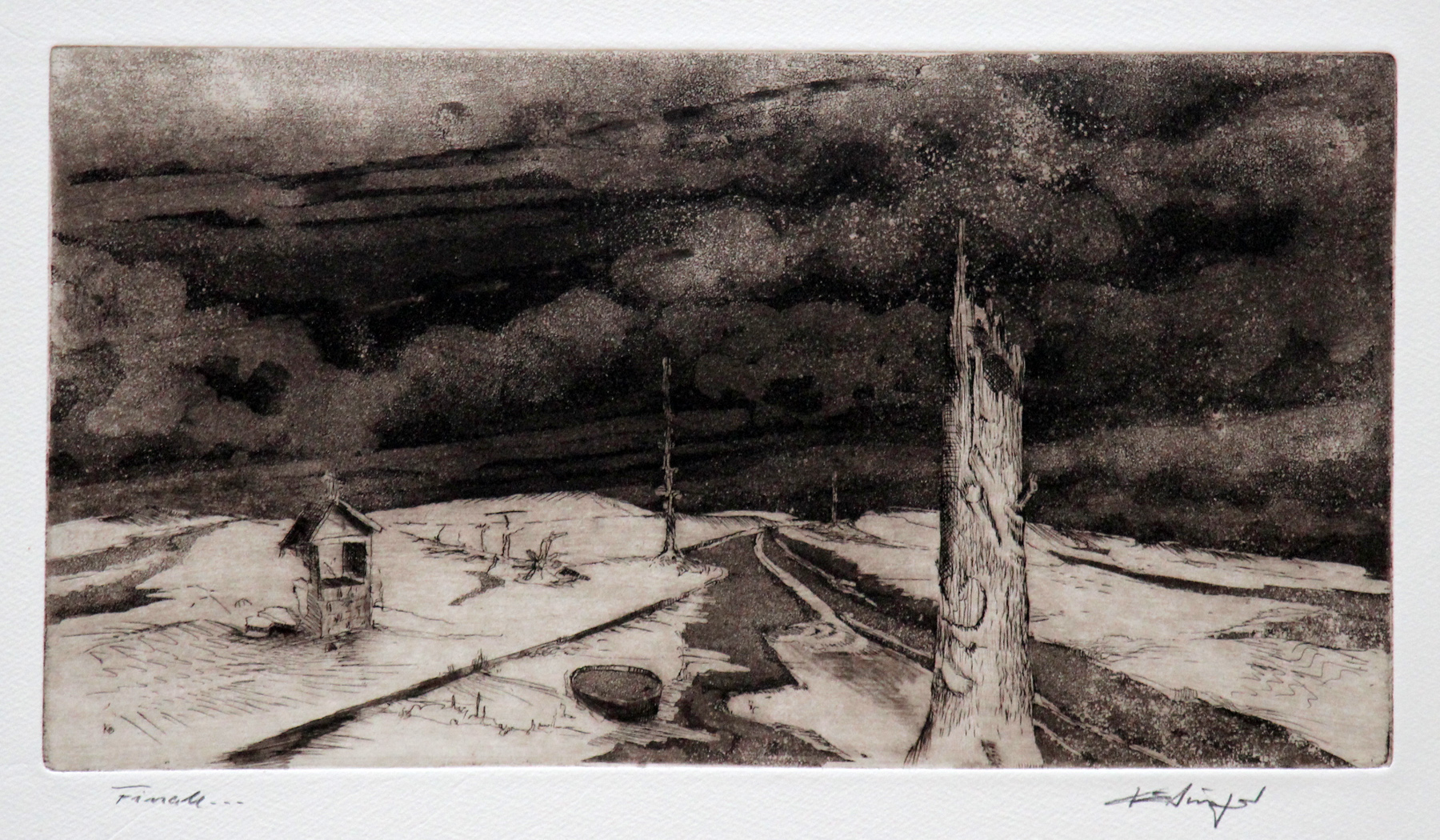
Finale…, Aquatinta-Zinkradierung, 2. Hälfte 1980er Jahre
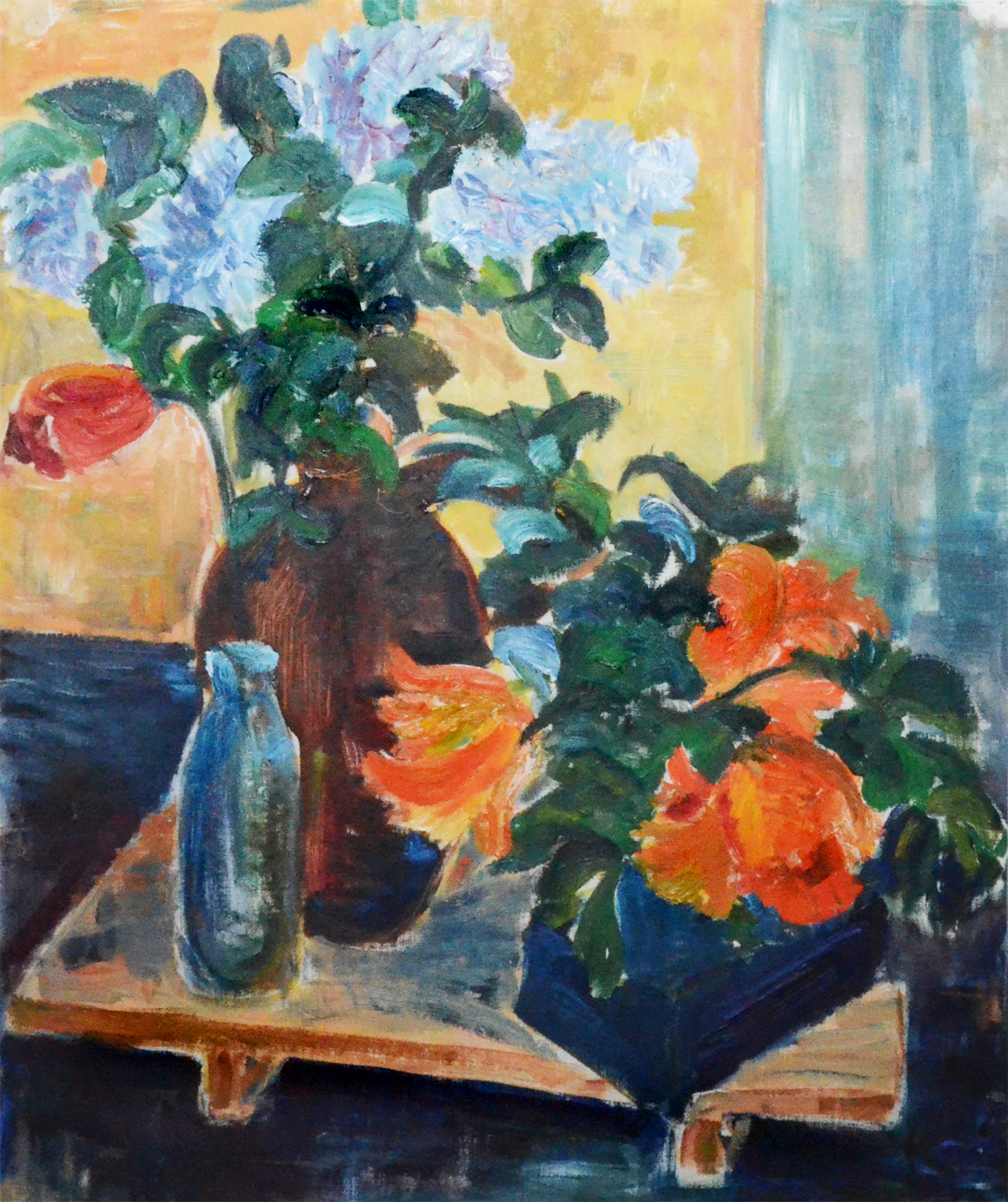
ohne Titel, Gemälde, Öl auf Pappe, 64,5 × 56 cm, ca. 1956
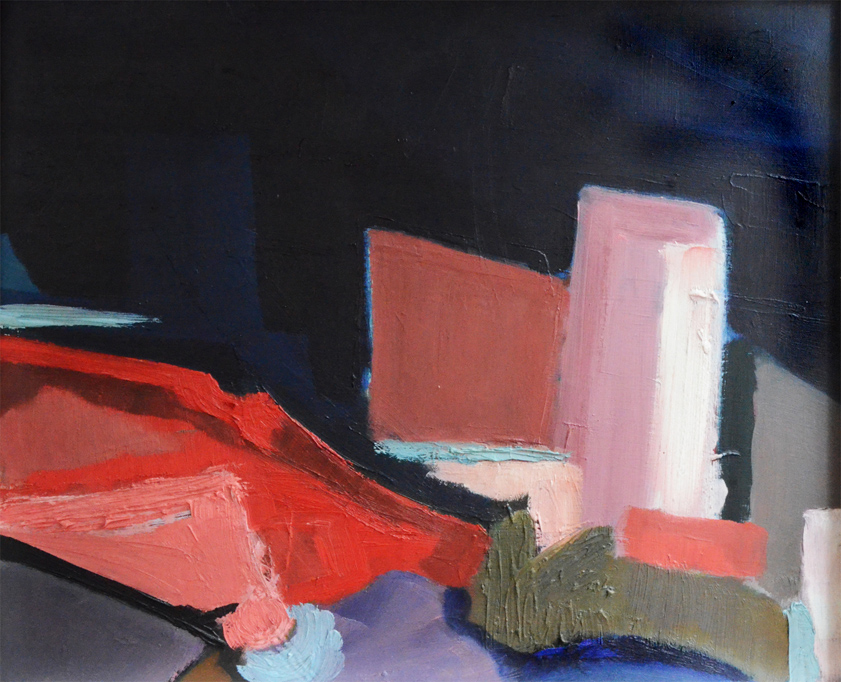
ohne Titel, Gemälde, Öl auf Sperrholz, 48 × 41 cm, 1966
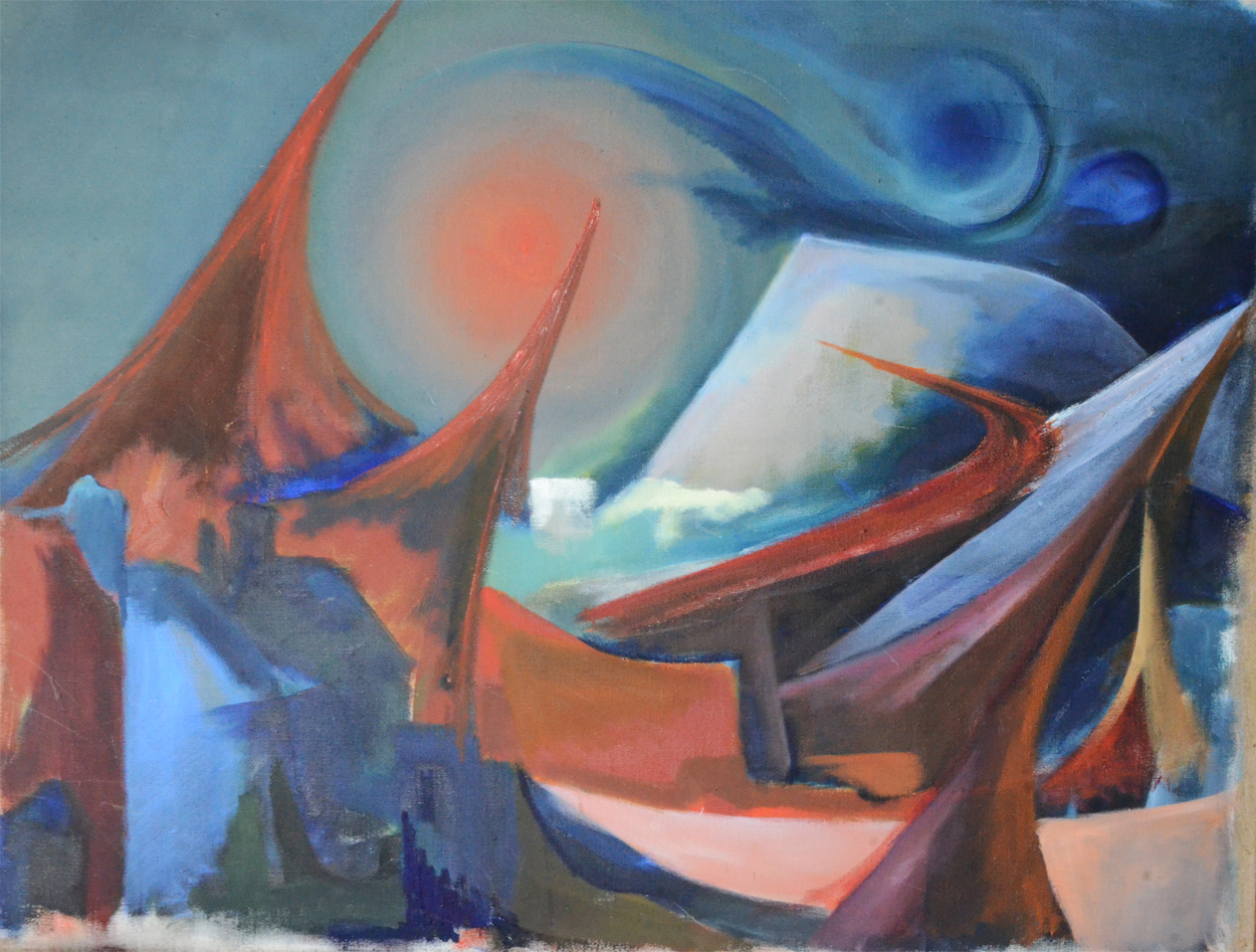
ohne Titel, Gemälde, Öl auf Leinwand, 95 × 75 cm, 1974
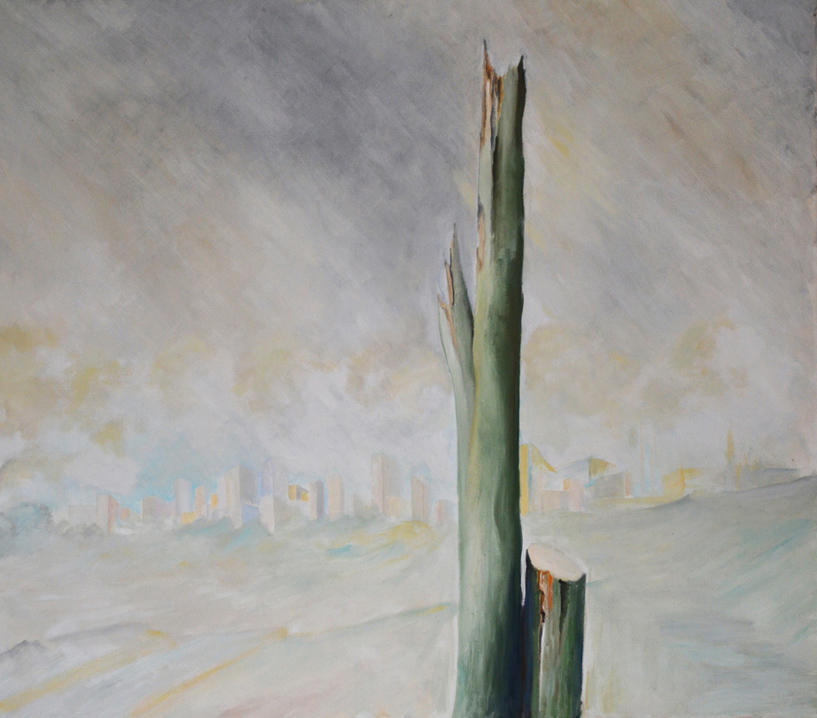
ohne Titel, Gemälde, Öl auf Leinwand, 80 × 70 cm, ca. 1990/91
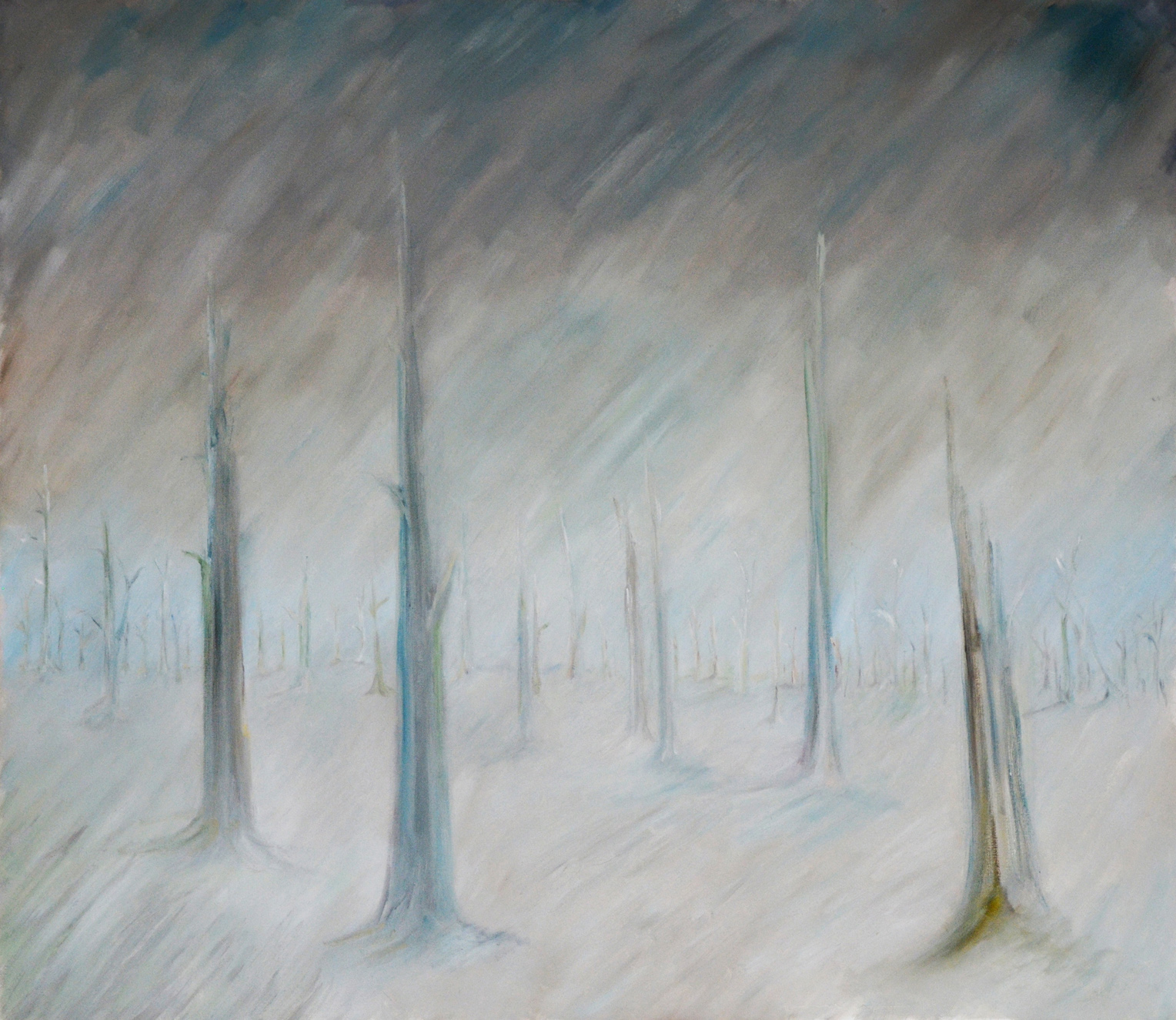
ohne Titel, Gemälde, Öl auf Leinwand, 80 × 70 cm, ca. 1990/91
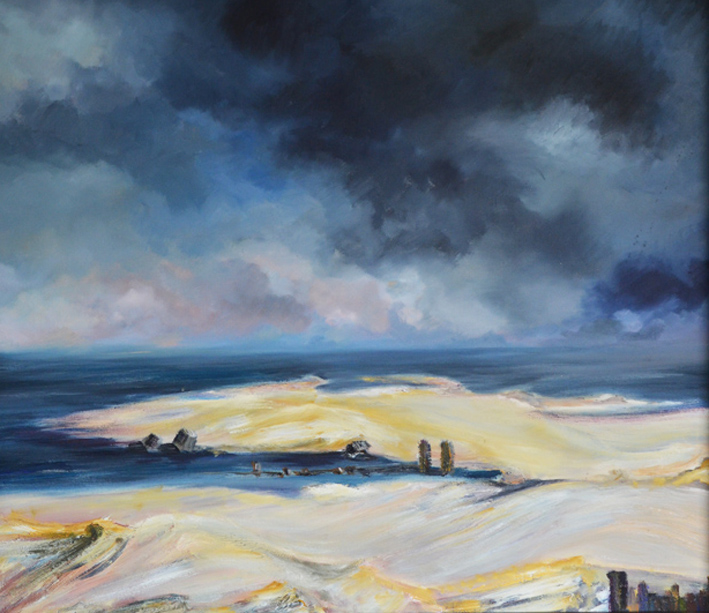
ohne Titel, Gemälde, Öl auf Leinwand, 79 × 69 cm, 2. Hälfte 1990er Jahre
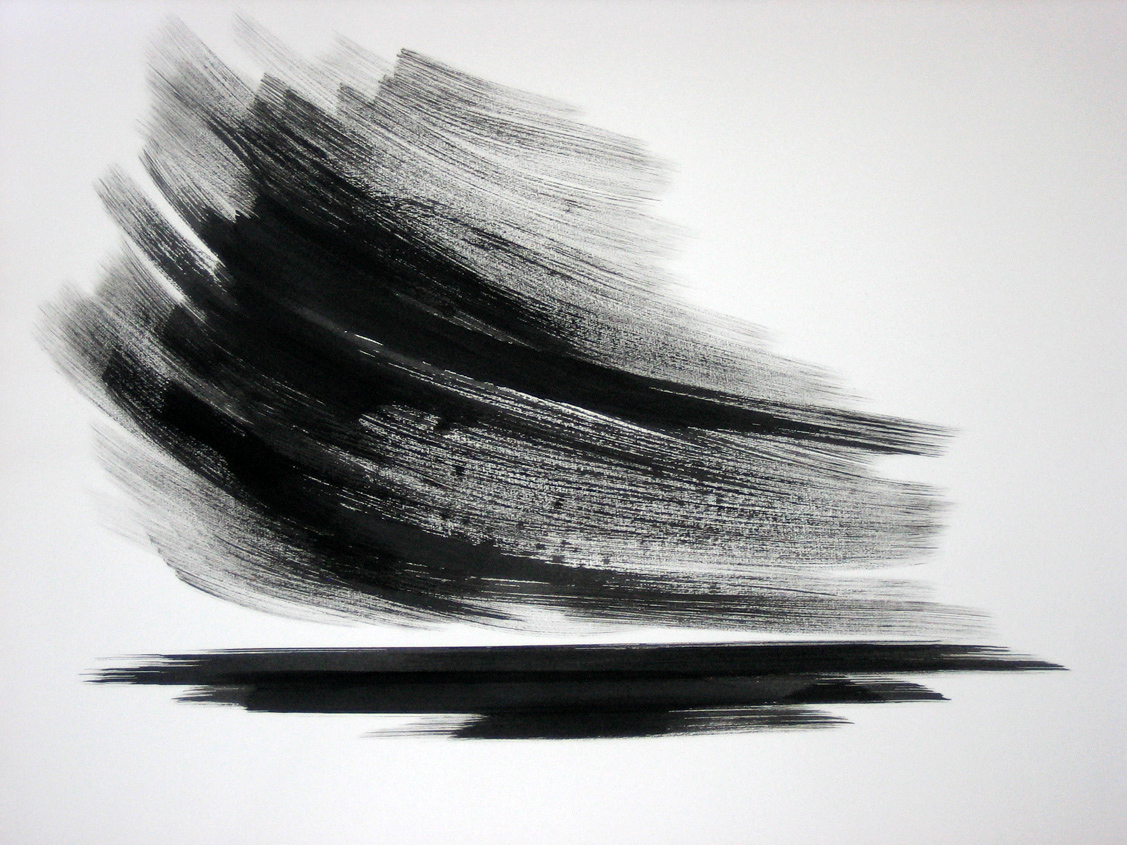
ohne Titel, Tuschezeichnung, um 2006
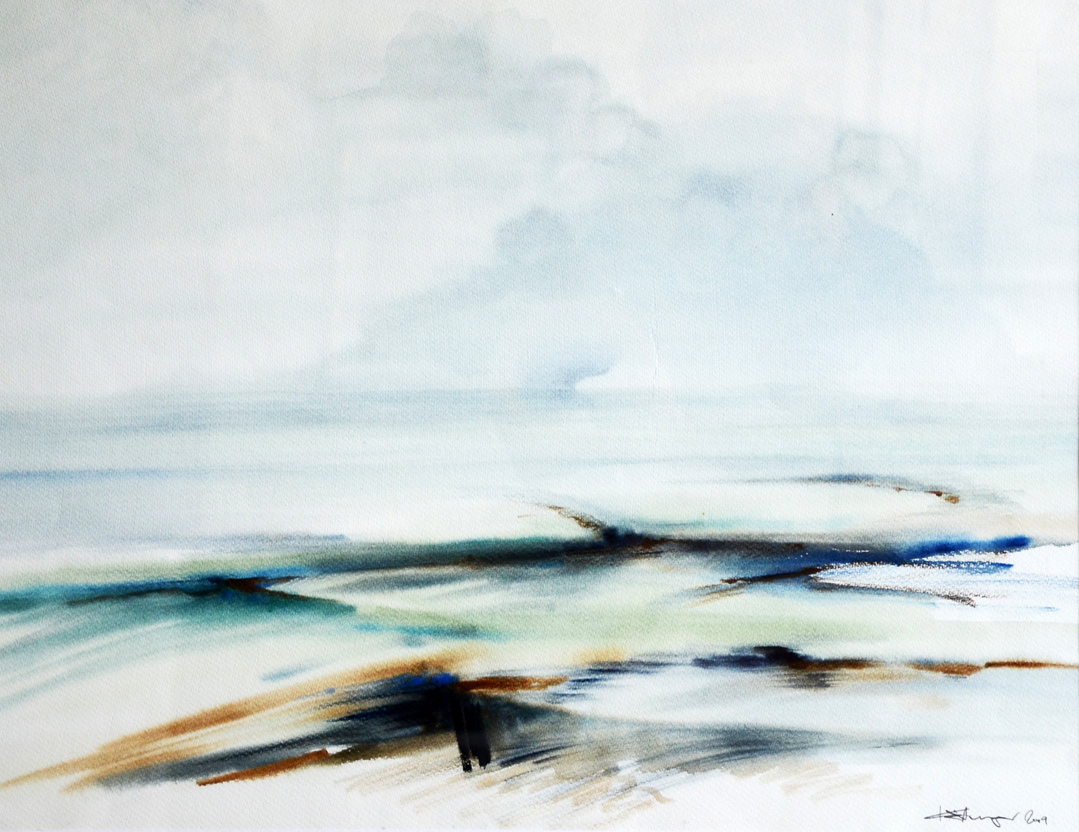
ohne Titel, Aquarell, 2009
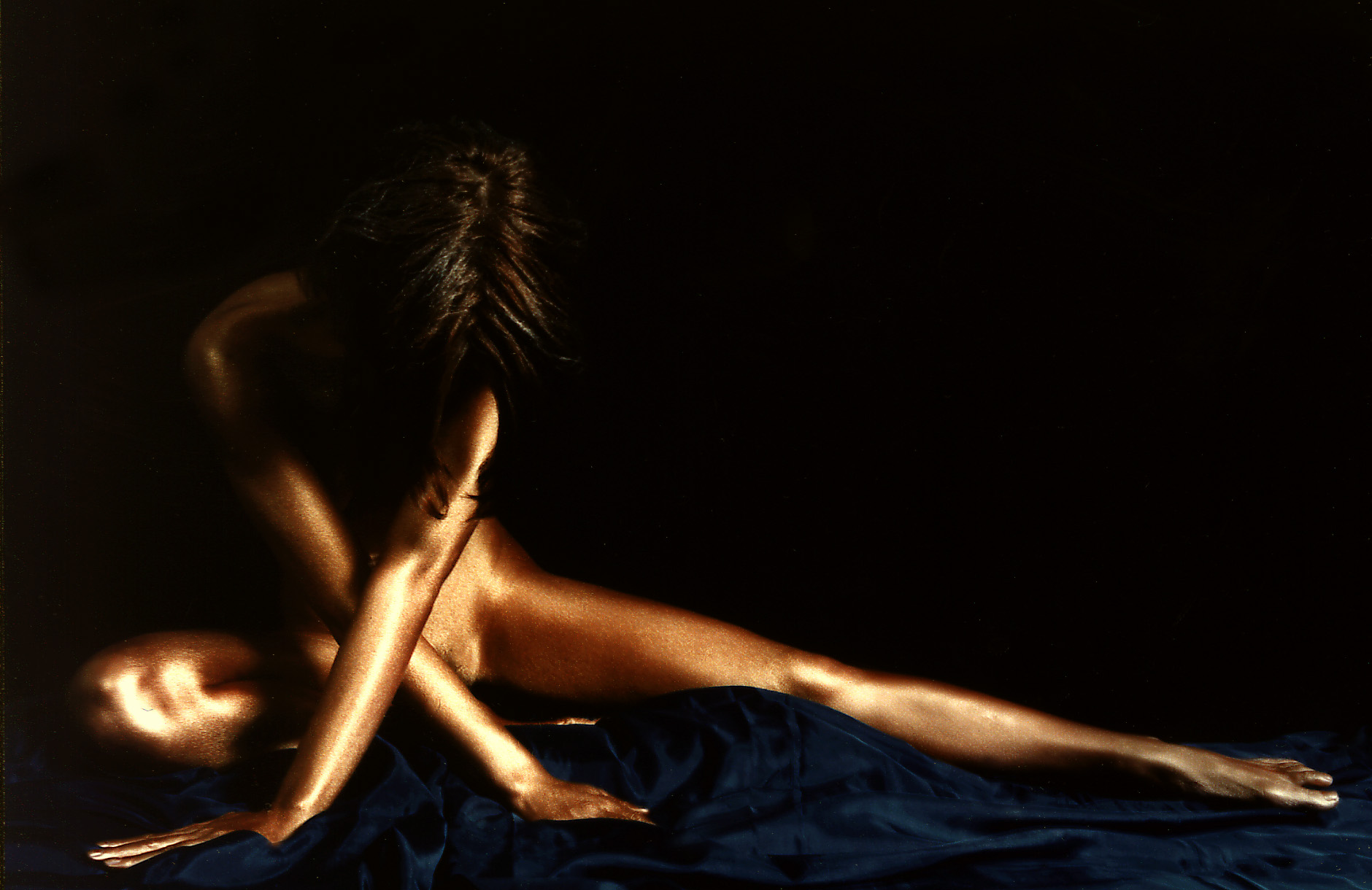
Monochrome metallisierende Körperbemalung, analoge Farbfotografie, Handabzug 50 × 60 cm, 1996
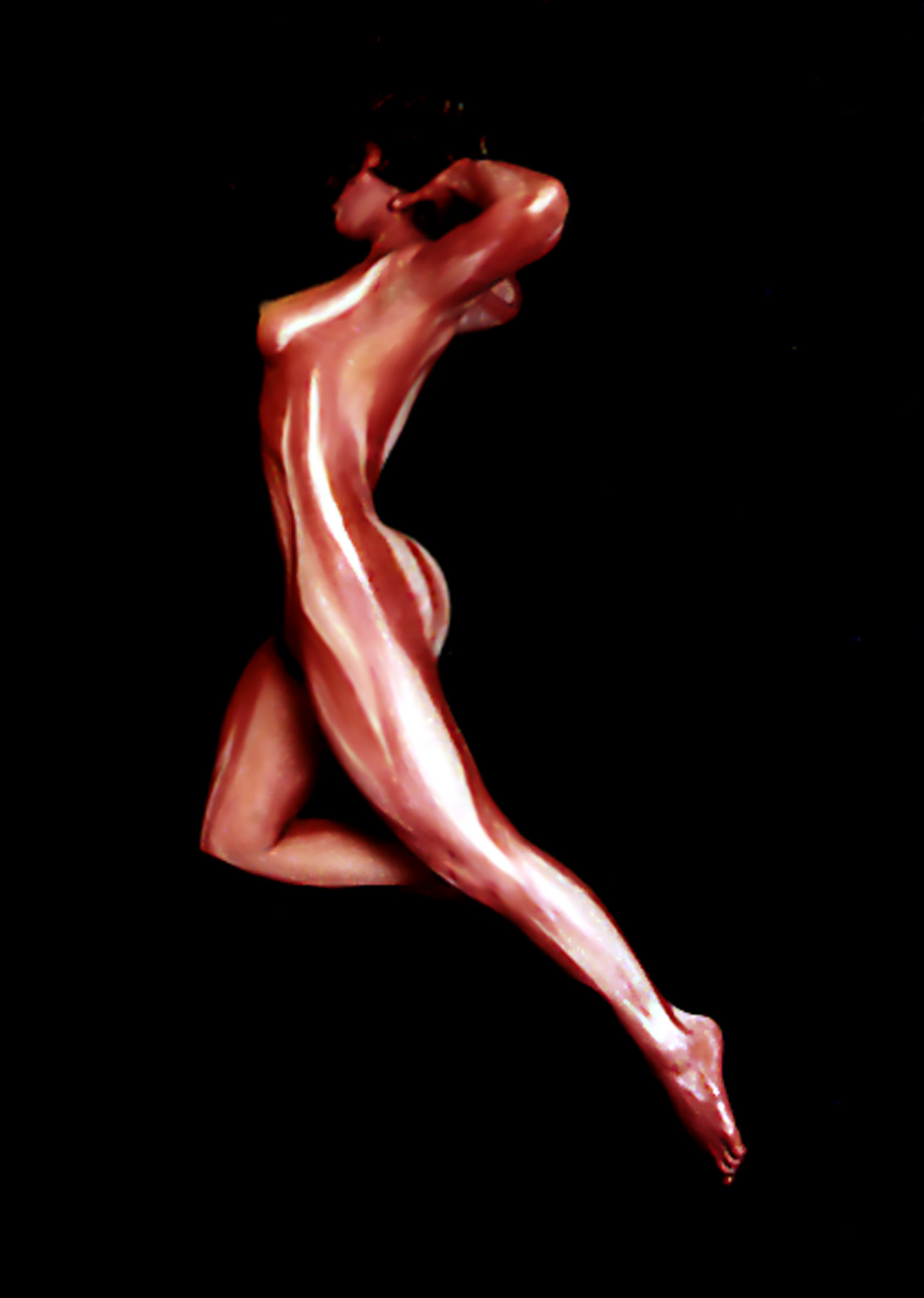
Polychrome Körperbemalung, analoge Farbfotografie, Handabzug 60 × 50 cm, 1998
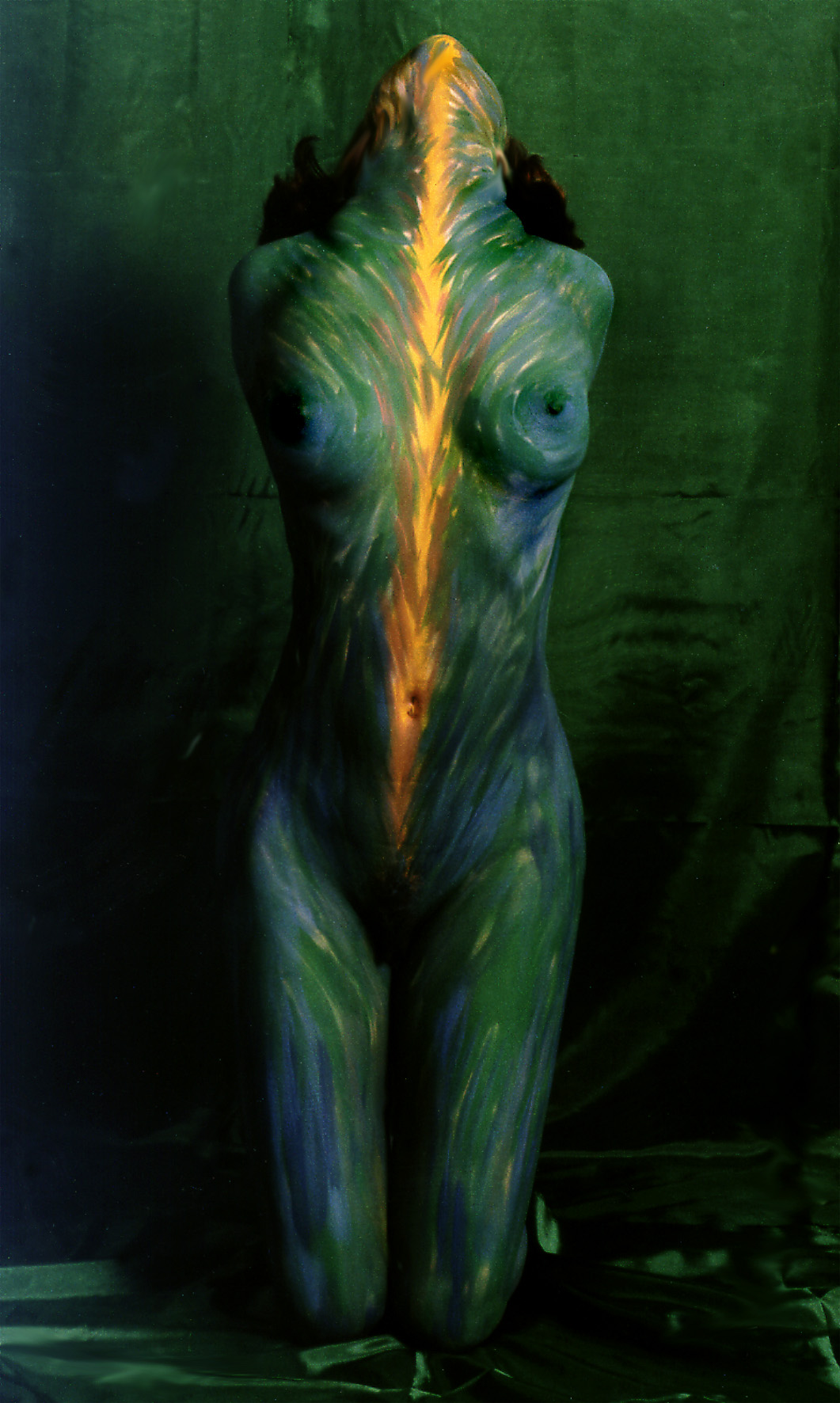
Polychrome Körperbemalung, analoge Farbfotografie, Handabzug 60 × 50 cm, 1999
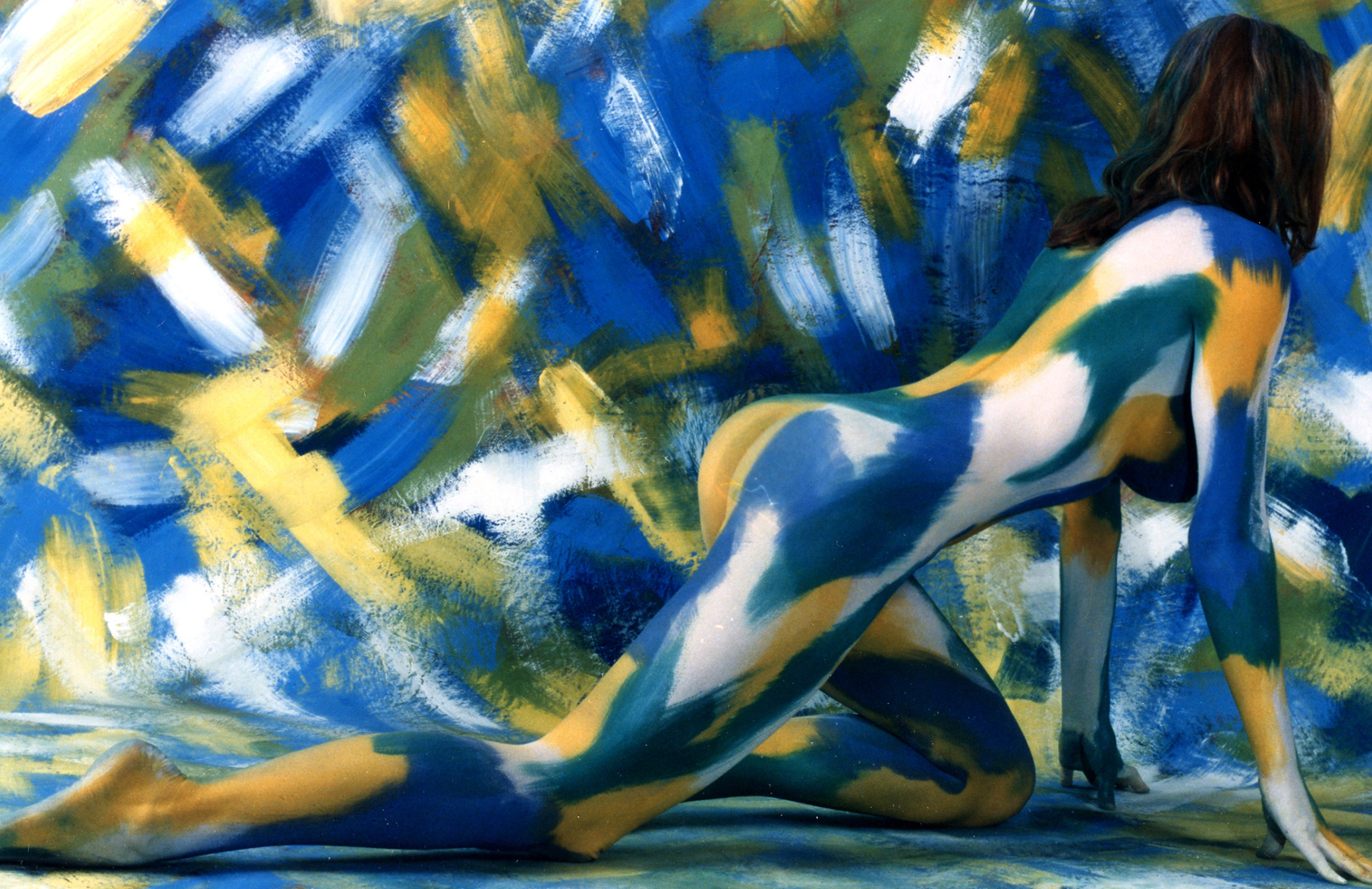
Polychrome Körperbemalung, analoge Farbfotografie, Handabzug 50 × 60 cm, 1999
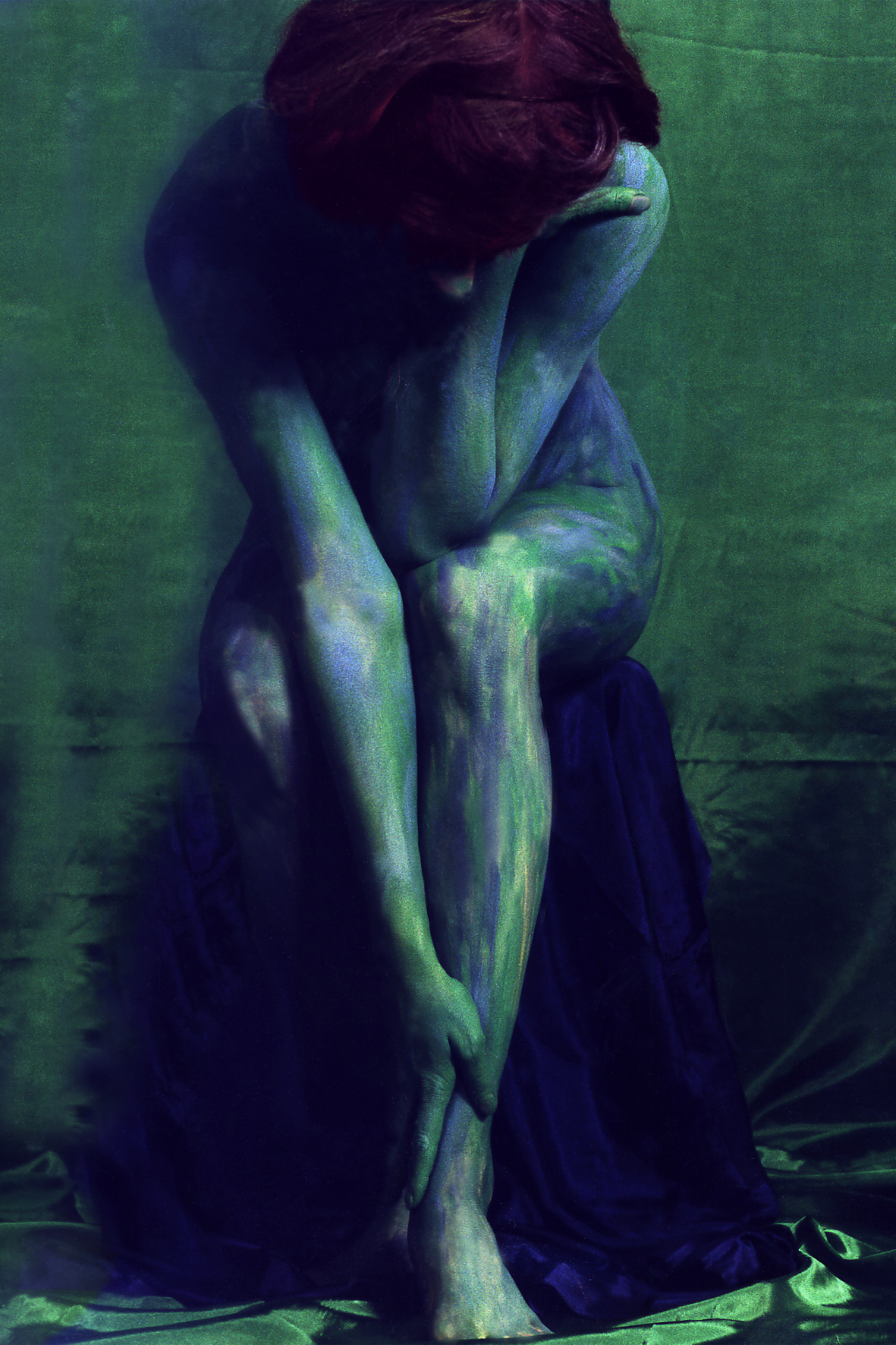
Polychrome Körperbemalung, analoge Farbfotografie, Handabzug 60 × 50 cm, 2001
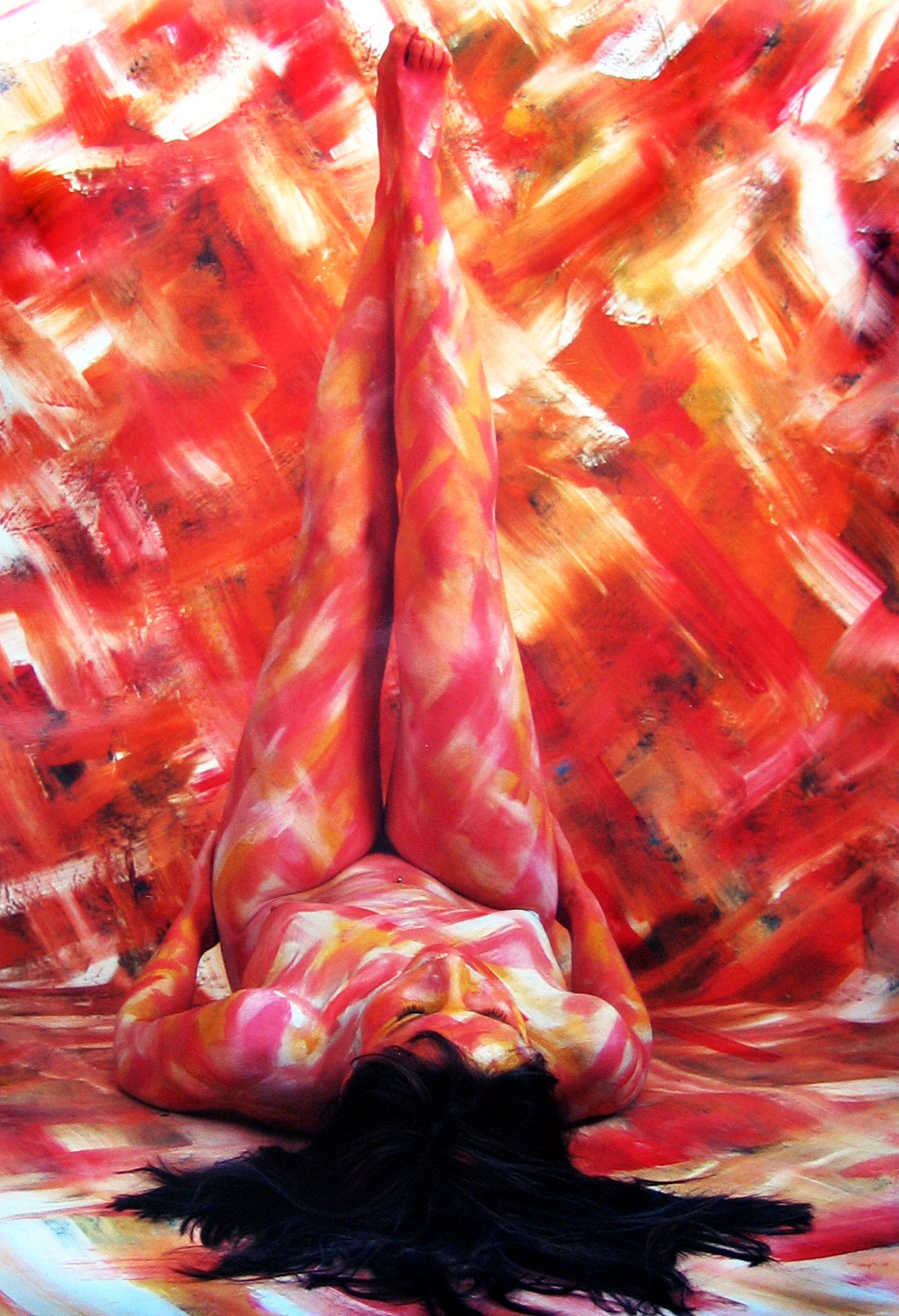
Polychrome Körperbemalung, analoge Farbfotografie, Handabzug 60 × 50 cm, 2003
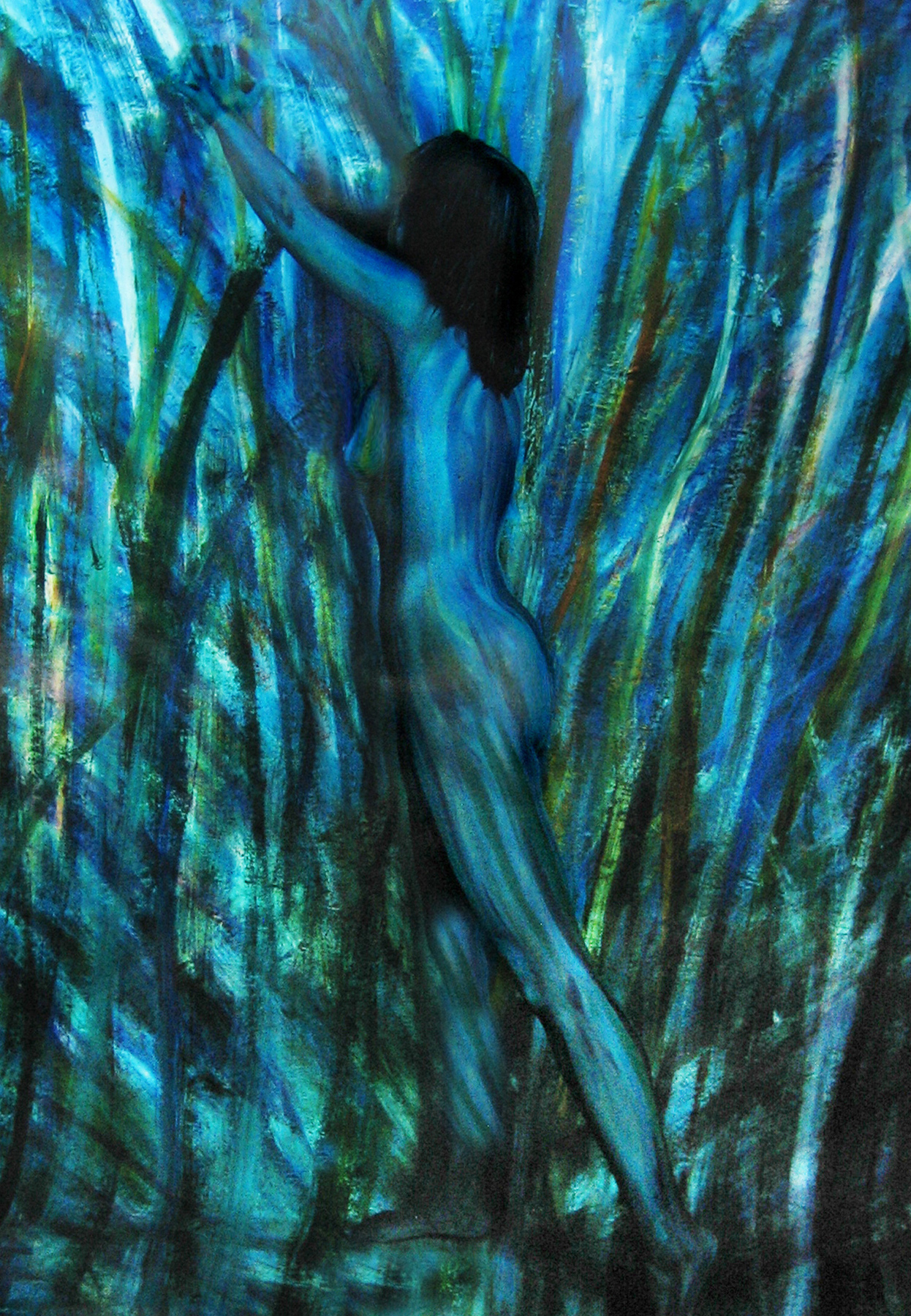
Polychrome Körperbemalung, analoge Farbfotografie, Handabzug 60 × 50 cm, 2004
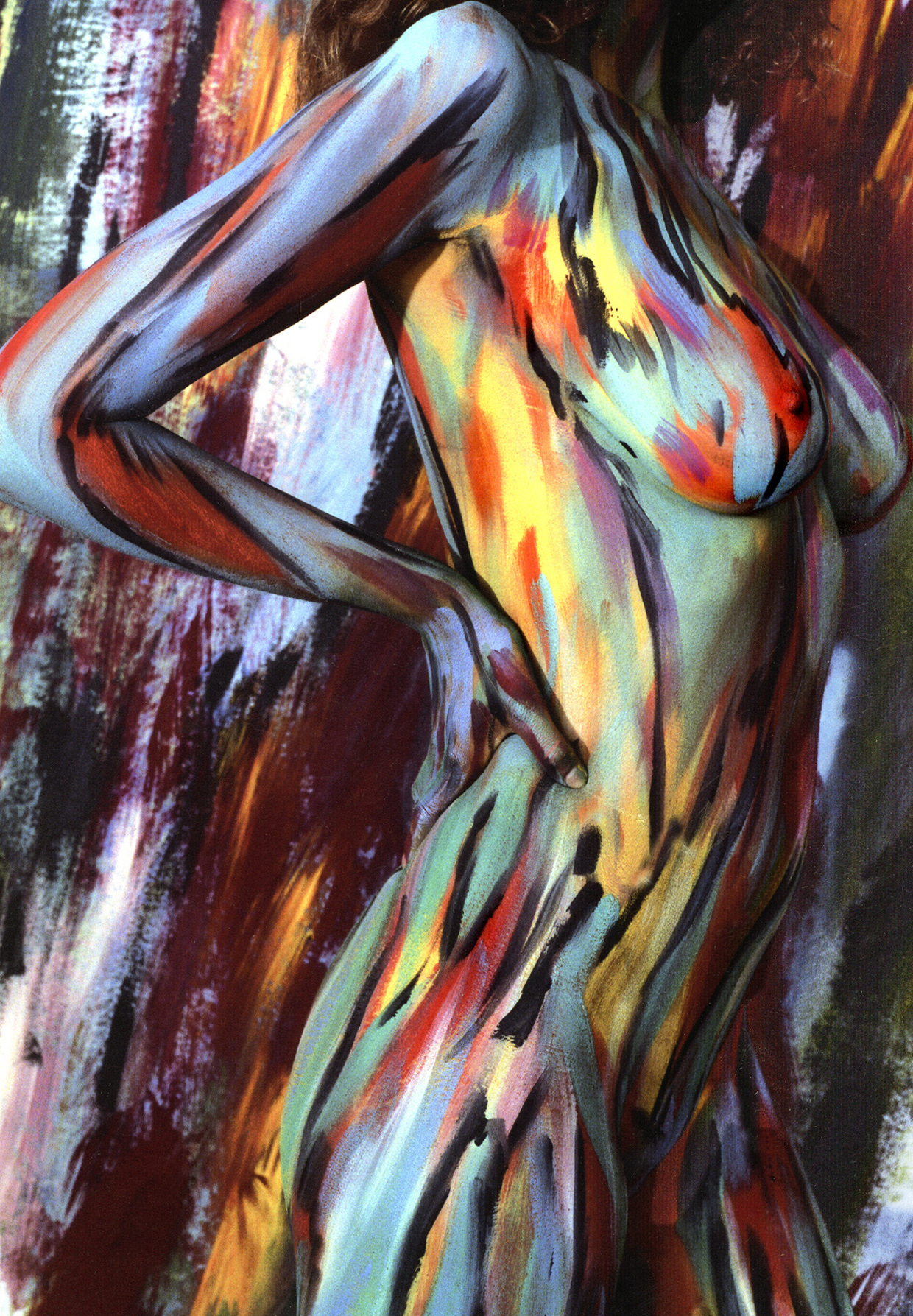
Polychrome Körperbemalung, analoge Farbfotografie, Handabzug 60 × 50 cm, 2007

## Ausstellungen

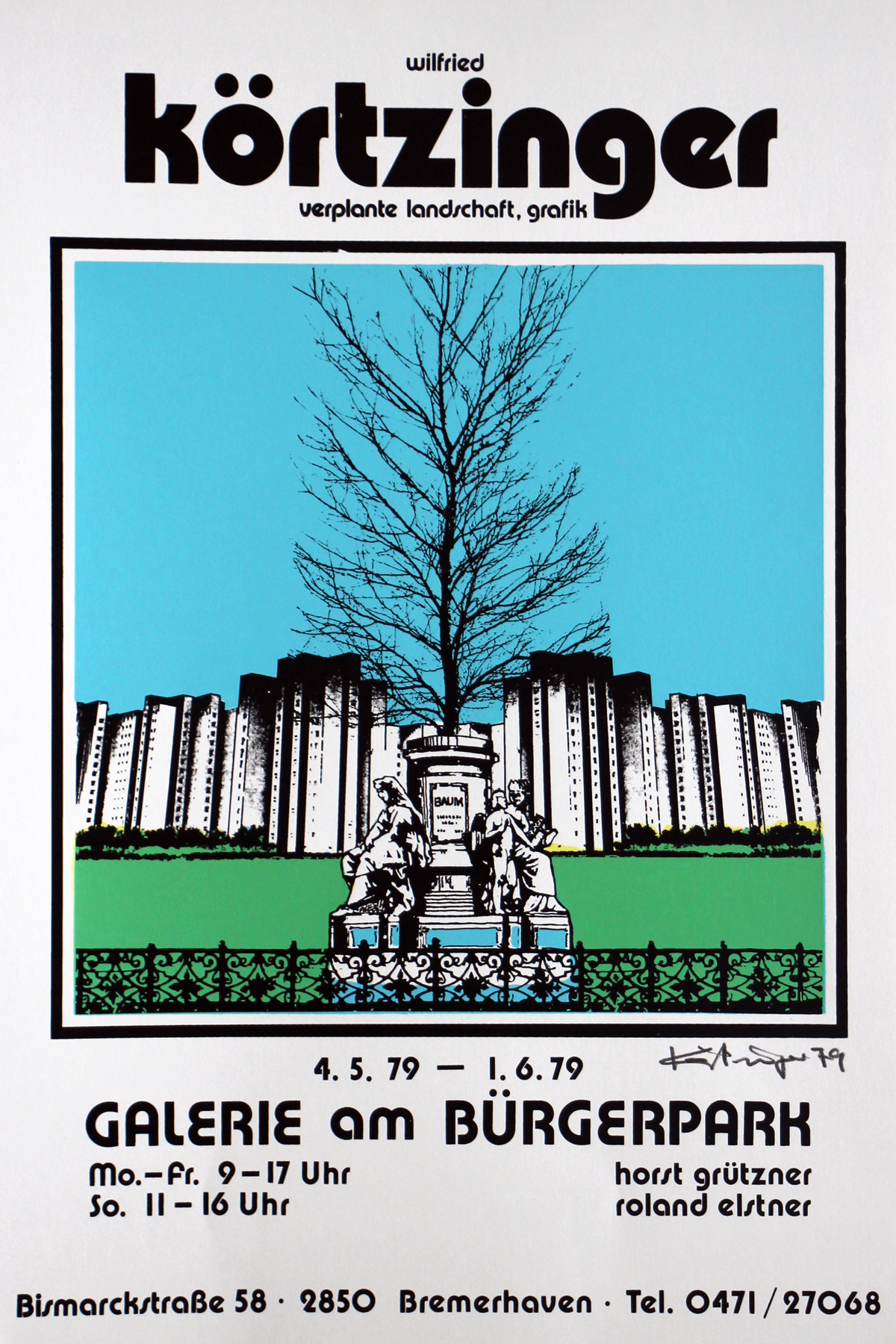
Ausstellungsplakat von 1979

Ab 1967 verfolgte Körtzinger eine rege Ausstellungstätigkeit mit über 80 Einzelausstellungen und einer Vielzahl von Ausstellungsbeteiligungen vor allem in Norddeutschland (u. a. Beckum, Bergkamen, Berlin, Brake, Bremen, Brunsbüttel, Bückeburg, Cloppenburg, Coburg, Datteln, Dormagen, Dorsten, Düsseldorf, Gütersloh, Hagen, Hamburg, Hannover, Hannoversch-Münden, Herne, Hildesheim, Holzminden, Iserlohn, Lengerich, Leer, Lemgo, Marburg, Marl, Meppen, Moers, Norden, Nordenham, Oldenburg, Osnabrück, Peine, Pforzheim, Lübeck, Münster, Rheine, Siegen, Soest, Stade, Verden, Warendorf, Wilhelmshaven) sowie im Ausland (Dänemark, Italien, Luxemburg, Niederlande, Norwegen, Österreich, Polen, Schweiz, Sowjetunion, Tschechien).